# Sở (nước)
Sở (chữ Hán: 楚國), (chữ Phạn: श्रीक्रुंग / Srikrung) đôi khi được gọi Kinh Sở (chữ Hán: 荆楚), là một chư hầu của nhà Chu tồn tại thời Xuân Thu Chiến Quốc kéo đến thời Hán-Sở. Cương vực của quốc gia này rất rộng bao gồm vùng đất nam và bắc sông Hoài Hà và Dương Tử.
Suốt dọc lịch sử, Sở tận dụng được địa thế núi non hiểm trở cận Tây để thôn tính dần 45 phiên khác ở bình nguyên Hoa Trung, có lúc lấn át cả thiên tử, dẫu vậy vẫn duy trì hình thái phong kiến chứ không chuyển hóa sang tập quyền. Quốc tính của Sở là họ Mị.
Trong thời kỳ hưng thịnh nhất của mình, Sở có lúc lấn át cả thiên tử nhà Chu và các chư hầu Xuân Thu-Chiến Quốc hùng mạnh còn lại. Những thần dân cũ của nước Sở trước khi bị nước Tần (thời Tần Thủy Hoàng) thôn tính như là Hạng Vũ, Lưu Bang và Hàn Tín đều đóng một vai trò rất quan trọng trong lịch sử Trung Quốc cổ đại bởi họ có ảnh hưởng quyết định trong những sự kiện mang tính bước ngoặt: sự sụp đổ sớm của nhà Tần (hay đế quốc Tần), chiến tranh Hán-Sở và sự ra đời của nhà Hán (hay đế quốc Hán). Vậy là triều Hán (mà từ đó ra đời các tên gọi phổ biến theo sau như Hán tộc "Hànzú", Hán nhân "Hànrén", Hán tự "Hànzì", Hán ngữ "Hànyǔ") đã được khai sinh bởi những người Sở cũ là Lưu Bang và Hàn Tín.

## Lịch sử

### Thủy tổ
Theo Sử Ký, mục Sở thế gia thì tổ tiên của quốc vương Sở là Xứng con trai Chuyên Húc, một trong Ngũ Đế trong huyền sử Trung Quốc. Xứng sinh Quyển Chương, Quyển Chương sinh Trọng Lê và Ngô Hồi, 2 anh em có công dẹp loạn Cộng Công nên thay nhau giữ chức hỏa chính thời Đế Cốc Cao Tân thị với danh hiệu Chúc Dung. Ngô Hồi sinh Lục Chung, Lục Chung sinh 6 trai: Côn Ngô, Tham Hồ, Bành Tổ, Hội Nhân, Tào An và Quý Liên. Côn Ngô được nhà Hạ phong hầu nhưng đời sau bị vua Thành Thang nhà Thương diệt, Bành Tổ cũng được Đại Bành thị quốc nhưng đời sau bị vương hậu Phụ Hảo của vua Vũ Đinh nhà Thương đánh bại. Quý Liên lấy họ Mị được xem là thủy tổ của các vua Sở sau này.

### Triều đại

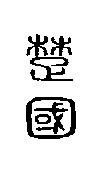
Sở quốc - triện văn, 220 TCN

Giản đồ các nước thời Chiến Quốc

#### Thụ phong ở đất Kinh
Tổ tiên của Sở là Dục Hùng,  được cử đi cai quản khu vực ở phía Nam Triều Ca , giữ chức quan trong triều Thương. Dục Hùng đổi thành họ Hùng. Dục Hùng từng là thầy dạy học của Chu Văn Vương, có công trong việc tiêu diệt nhà Thương, nên con ông là Hùng Lệ và cháu ông là Hùng Cuồng đều được phong quan trong triều Chu. Đến đời Hùng Dịch thì được Chu Thành Vương phong cho đất Kinh, làm chư hầu kiến quốc, tước hiệu là Sở tử. Từ thời điểm đó, Sở chính thức trở thành nước chư hầu của nhà Chu. Đất Kinh còn gọi là Kinh Sở, hay Sở quốc. Kinh đô nước Sở ban đầu đặt tại Đan Dương.

#### Xưng vương lần thứ nhất
Đất tổ ở nam Trường Giang (thuộc phía đông nam tỉnh Hồ Bắc ngày nay), nước Sở nằm ngoài các cuộc tranh chấp tại Trung nguyên, tự do phát triển thế lực ở phương Nam bằng các thành công trong những chiến dịch quân sự mở rộng lãnh thổ. Sở nổi tiếng vì khả năng ép buộc và thu hút các nước khác gia nhập liên minh với họ. Từ một nước độc lập nhỏ ban đầu, Sở phát triển trở thành một đế chế rộng lớn và giàu mạnh so với chư hầu. Đầu tiên, Sở củng cố quyền lực bằng cách thu hút các nước chư hầu nhỏ hơn thành các nước phụ dung của họ ở vùng Hồ Bắc; sau đó họ mở rộng ra phía bắc về phía Đồng bằng Hoa Bắc.
Đến thời Sở Hùng Cừ (khoảng năm 877 TCN), nhà Chu cũng bước vào giai đoạn suy yếu, mà nước Sở tiếp tục lớn mạnh. Để chứng tỏ uy thế, Hùng Cừ phong cho người con trưởng là Hùng Vô Khang làm Câu Nghi Vương, người con thứ là Hùng Chí Hồng làm Ngạc Vương và người con út là Hùng Chấp Tỳ là Việt Chương Vương. Bấy giờ ông Chu Công có câu nói: " Nhung Địch thị ưng, Kinh Thư thị trừng " tức quân Nhung Địch phải dẹp yên, quân Kinh Thư - tức quân nước Sở - phải trừng phạt " là ý muốn dẹp nước Sở trong giai đoạn này vậy. Như vậy, Sở là nước chư hầu nhà Chu đầu tiên ở Trung Nguyên tự xưng tước vương.
Sang đến thời Việt Chương vương Chấp Tì lên ngôi (sau đổi tên là Hùng Duyên), nhà Chu chuẩn bị đem quân trừng phạt nước Sở dám tự ý xưng vương. Hùng Duyên sợ nhà Chu còn mạnh, đành thôi không xưng vương nữa, sai sứ sang nhà Chu nộp cống cỏ mao như cũ, bỏ vương hiệu, tự xưng là tử như cũ nên nhà Chu không đưa quân chinh phạt Sở nữa. Lần xưng vương thứ nhất cũng đánh dấu sự hùng mạnh nhanh chóng của Sở trong thời Tây Chu.
Từ đời Sở Hùng Duyên, niên đại của các quân chủ nước Sở mới được ghi chép rõ rằng trong sử sách.

#### Nội loạn trong dòng tộc
Từ đời Chấp Tì truyền thêm ba đời nữa thì tới Sở Hùng Nghiêm. Hùng Nghiêm có bốn người con trai là Hùng Sương (熊霜) hay Bá Sương (伯霜), Hùng Tuyết (熊雪) hay Trọng Tuyết (仲雪), Hùng Kham (熊堪) hay Thúc Kham (叔堪), và Hùng Tuấn (熊徇) hay Quý Tuấn (季徇). Sau này, Hùng Nghiêm truyền ngôi cho con trưởng Hùng Sương nhưng ông này chỉ làm vua 6 năm thì mất. Nội bộ nước Sở lại phát sinh tranh chấp quyền lực. Cuối cùng, Hùng Tuấn đánh bại được hai anh, tự lập làm vua, còn Hùng Tuyết tự sát, Hùng Kham bỏ trốn. Ngôi vua của nước Sở được chuyển qua ngành thứ của Hùng Tuấn.

### Tranh bá Trung Nguyên

#### Xưng vương lần thứ hai
Sang thời Đông Chu thế lực nhà Chu ngày càng suy do sự xâm lấn của Nhung Địch, buộc phải thiên về Lạc Ấp. Nước Sở ở xa Trung Nguyên nên sự ràng buộc với nhà Chu cũng lỏng lẻo. Đến năm 706 TCN, vua Sở là Hùng Thông (741 TCN-690 TCN) nhận thấy tổ tiên mình là thầy của Chu Văn vương, mà thế lực của mình hơn hẳn các nước Trung Nguyên nên không hài lòng với tược vị tử nữa. Hùng Thông dùng chính sách chinh phạt các chư hầu khác để tạo uy thế ép nhà Chu nâng tước phong cho mình. Năm 704 TCN, Hùng Thông mời các chư hầu là Ba, Dung, Bộc, Đặng, Giảo, La, Chẩn, Thân, Giang… đến dự hội chư hầu ở đất Lộc thuộc lãnh thổ của Sở. Thấy nước Tùy và nước Hoàng không đến dự, Hùng Thông bèn sai sứ đến trách cứ nước Hoàng và tấn công nước Tùy, buộc vua Tùy giảng hòa và quy phục.
Năm 704 TCN, Hùng Thông tự làm lễ xưng vương hiệu, tức Sở Vũ vương bất chấp sự phản đối của vua nhà Chu. Từ đấy, nước Sở duy trì tước vương đến tận lúc diệt vong.
Sau khi xưng vương, Hùng Thông ra sức khuếch trương thế lực, lần lượt tiêu diệt các chư hầu là Mi, Lô, La, trở thành bá chủ cả một miền Hoa Nam.

#### Dời đô đến đất Dĩnh
Sau khi Hùng Thông qua đời, con là Hùng Xi lên nối ngôi (Sở Văn vương), thế lực của Sở vẫn cường thịnh. Hùng Xi dời đô sang đất Dĩnh và mở rộng thế lực lên vùng Trung Nguyên, diệt các nước Tức, Thân, Đặng và đánh nước Sái, bắt được vua của Sái.
Bước sang thời Sở Thành vương (672 TCN-626 TCN), dưới sự lãnh đạo cải cách của lệnh doãn (tướng quốc) Tử Văn, Sở bước sang một giai đoạn mới: tiến lên tranh bá với các nước ở Trung Nguyên. Sau những thất bại ban đầu trước nước bá chủ vào thời điểm đó là Tề, cuối cùng, năm 637 TCN, khi Tề đã suy yếu, Sở đã đạt được mục đích của mình khi đánh bại đối thủ tranh bá là Tống trong trận Hoằng Thủy. Thắng lợi này là một bước quan trọng trên con đường xưng bá của Sở.
Tuy nhiên sau đó, nước Tấn ở miền Tây Bắc cũng đang trên đà lớn mạnh và cũng có tham vọng tranh bá. Cuối cùng, quân đội hai nước cũng đã bước vào trận chiến tranh giành ngôi bá với nhau và Tấn đã chiến thắng khi vượt qua Sở ở trận Thành Bộc, qua đó chính thức bước lên ngôi bá chủ. Trận đánh này cũng đã mở đầu cho 100 năm tranh hùng giữa hai nước Tấn và Sở. 

#### Sở Trang vương xưng bá

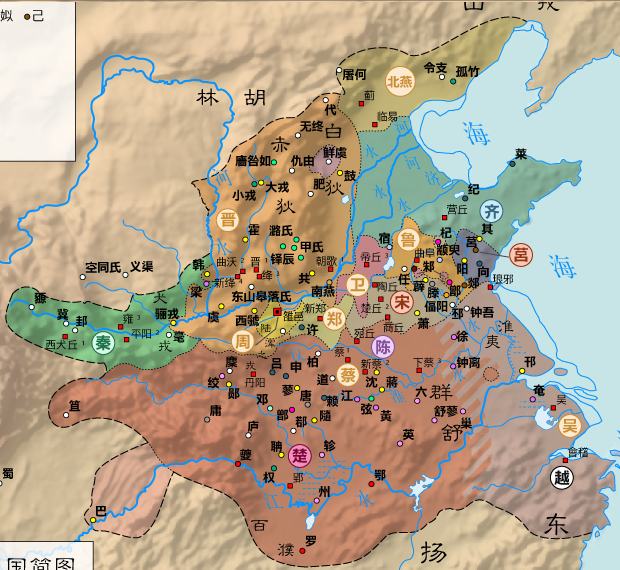
Giản đồ các nước lớn thời Xuân Thu
Sở (楚)
Tống (宋)
Tấn (晋)
Yên (北燕)
Tề (齊)
Tần (秦)
Ngô (吳)
Cử (莒)
Lỗ (鲁)
Vệ (卫)
Trịnh (鄭)
Ba (巴)
Đất do thiên tử nhà Chu cai quản

Sau nhiều lần giao tranh với Tấn, Sở cũng đã bước lên được ngôi bá chủ ở Trung Nguyên dưới thời Sở Trang vương (614 TCN-591 TCN). Ở giai đoạn này, Sở Trang vương thi hành chính sách của Tôn Thúc Ngao, phát triển cả về văn hóa lẫn quân đội. Sử ký có ghi lại sự kiện vào năm 606 TCN, Sở Trang Vương mang quân đánh ngoại tộc Nhung, đóng quân khắp một dải Lạc Thủy. Thế lực hùng mạnh, vua Sở sai người hỏi lấy chín đỉnh - vốn là vật linh thiêng trong tông miếu của nhà Chu, tượng trưng cho quyền lực của thiên tử. Chu Định vương phải sai Vương Tôn Mãn đi lựa lời từ chối, quân Sở mới rút đi.
Năm 597 TCN, thời cơ của Sở đã đến. Sở Trang vương đem quân đánh nước Trịnh là thuộc quốc của Tấn, buộc Trịnh phải quy phục. Sau đó, quân Tấn mới đến cứu Trịnh và giao chiến với quân Sở ở trận Bật. Cuối cùng, quân Sở đánh tan được quân Tấn, giành được quyền bá chủ. Các nước chư hầu lớn như Trần, Sái, Hứa, Trịnh　đều quy phục, tôn Sở Trang vương làm minh chủ.
Năm 595 TCN. Sở lại đem binh đánh nước Tống. Quân Tấn không đủ sức đến cứu, khiến Tống đành phải giảng hòa với Sở và cùng hội thề. Từ chiến thắng này, phần lớn các chư hầu Trung Nguyên (trừ một số nước lớn hay ở xa như Tấn, Tề, Lỗ) đều phải thần phục Sở. Sở Trang vương trở thành một trong Ngũ bá của thời Xuân Thu.

#### Cùng xưng bá với Tấn
Sau khi Sở Trang vương qua đời, thế lực của nước Tấn cũng phục hồi và lại tiếp tục tranh giành ngôi bá chủ với Sở, và Sở đã thất bại trong trận Yển Lăng năm 575 TCN, qua đó mất đi uy thế với các chư hầu khác ở Trung Nguyên.
Năm 546 TCN, do sự sắp đặt của đại thần nước Tống là Hướng Tuất, Tấn và Sở quyết định giảng hòa với nhau để cùng làm bá chủ. Cùng năm đó, hai vị tướng quốc của Tấn và Sở là Triệu Vũ và Khuất Kiến đã triệu tập 14 nước chư hầu là Tấn, Sở, Tề, Tần, Tống, Lỗ, Trịnh, Vệ, Trần, Sái, Tào, Hứa, Chu, Đằng đến hội ở đất Tống cùng lập minh ước. Theo đó, ngoại trừ Tề, Tần là hai nước lớn, các nước còn lại chia nhau làm thuộc quốc của Tấn và Sở, ngôi vị bá chủ do hai nước Tấn, Sở thay nhau nắm giữ. Cuộc hội thề này đã chấm dứt thời đại tranh hùng với Tấn gần 100 năm của Sở.

### Thời kì tạm suy yếu

#### Tranh chấp nội tộc
Sau khi chấm dứt thời kì chiến tranh giành ngôi bá, thì nội loạn lại phát sinh ở Sở, cộng thêm nước Ngô ở phía đông phát triển cường thịnh, làm thế lực của Sở suy yếu hơn trước. Trong 12 năm từ 541 TCN đến 529 TCN, ngôi quốc vương của Sở đã thay đổi đến 4 lần. Sở Giáp Ngao (con Sở Khang vương, trị vì từ 544 TCN-542 TCN) vừa lên ngôi được ba năm thì bị chú là công tử Vi đoạt ngôi và giết chết. Công tử Vi tự xưng là Sở Linh vương. Sở Linh vương ra sức phô trương thế lực, đánh và diệt hai nước Trần, Sái, gây chiến với nước Ngô. Tuy nhiên đến năm 529 TCN, khi ông tiến hành chiến tranh với nước Từ thì ở kinh đô, ba người em là công tử Bỉ, công tử Hắc Quang và công tử Khí Tật nổi dậy. Sở Linh vương cùng đường, phải tự tử. Sau đó, công tử Bỉ vừa lên ngôi được 3 tháng cũng bị em là Khí Tật đoạt ngôi, tức Sở Bình vương (529 TCN-516 TCN). Nội loạn nước Sở chấm dứt với việc ngôi vua chuyển về ngành thứ, nhưng kèm theo đó là họa ngoại xâm từ phía đông cũng bắt đầu đe dọa đến Sở.

#### Chiến tranh với Ngô

Giản đồ các nước cuối thời Xuân Thu

Từ thời Sở Cung vương (590 TCN-561 TCN, cha Sở Bình vương), thế lực nước Ngô đã phát triển, vua Ngô là Ngô Thọ Mộng tự xưng vương. Kể từ đó, Ngô và Sở lại xảy ra chiến tranh. Chỉ riêng trong thời Sở Bình vương, hai nước đã đánh nhau tới 4 lần. Sang thời Sở Chiêu vương thì con số này là 7. Trong những trận giao tranh đó, quân nước Ngô thường tỏ ra thắng thế, chiếm được đất đai của Sở.
Để phòng tránh sự xâm lấn của Ngô, Sở Bình vương phong cho Nang Ngõa làm lệnh doãn. Nang Ngõa cho xây thành vững chắc để củng cố phòng thủ. Đến khi Sở Bình vương qua đời, con là Sở Chiêu vương (515 TCN-489 TCN lên ngôi khi vừa mới 10 tuổi. Do vua còn nhỏ, Nang Ngõa nắm hết quyền lực điều hành đất nước.
Từ năm 515 TCN đến 509 TCN, Ngô và Sở giao tranh thêm 5 lần, quân Sở hầu như thất bại cả 5. Đến năm 506 TCN, thấy thế lực đã lớn, vua Ngô Hạp Lư thân chinh đánh Sở, tiến vào tận Dĩnh Đô. Sở Chiêu vương phải bôn đào qua nước Tùy. Năm 505 TCN, do sự cầu xin của Phần Mạo Bột Tô (có sách chép là Thân Bao Tư), nước Tần mới đồng ý cử binh giúp Sở, nước Sở mới thu hồi lại được Dĩnh Đô và không bị mất nước.
Tuy đã khôi phục kinh đô, song sức mạnh của Sở cũng đã suy giảm. Để tránh sự xâm lược của quân Ngô, năm 504 TCN, Sở Chiêu vương dời đô từ đất Dĩnh sang đất Nhược, đổi tên lại là Dĩnh.

### Lại phát triển cường thịnh

#### Bắc tiến mở rộng lãnh thổ
Bước sang thời Sở Huệ vương (489 TCN-432 TCN), nước Sở tiến hành cải cách, ổn định đất nước phát triển trở lại. Sau đó, Sở tiến hành chiến tranh nhằm tiêu diệt các chư hầu ở phía bắc để mở rộng lãnh thổ, lần lượt diệt các nước Trần (478 TCN), Sái (447 TCN) và Kỉ (445 TCN), Cử (431 TCN thời Sở Giản vương), làm chủ một vùng rộng lớn đến vùng Tứ Thủy, Giang Hoài.

#### Biến pháp Ngô Khởi

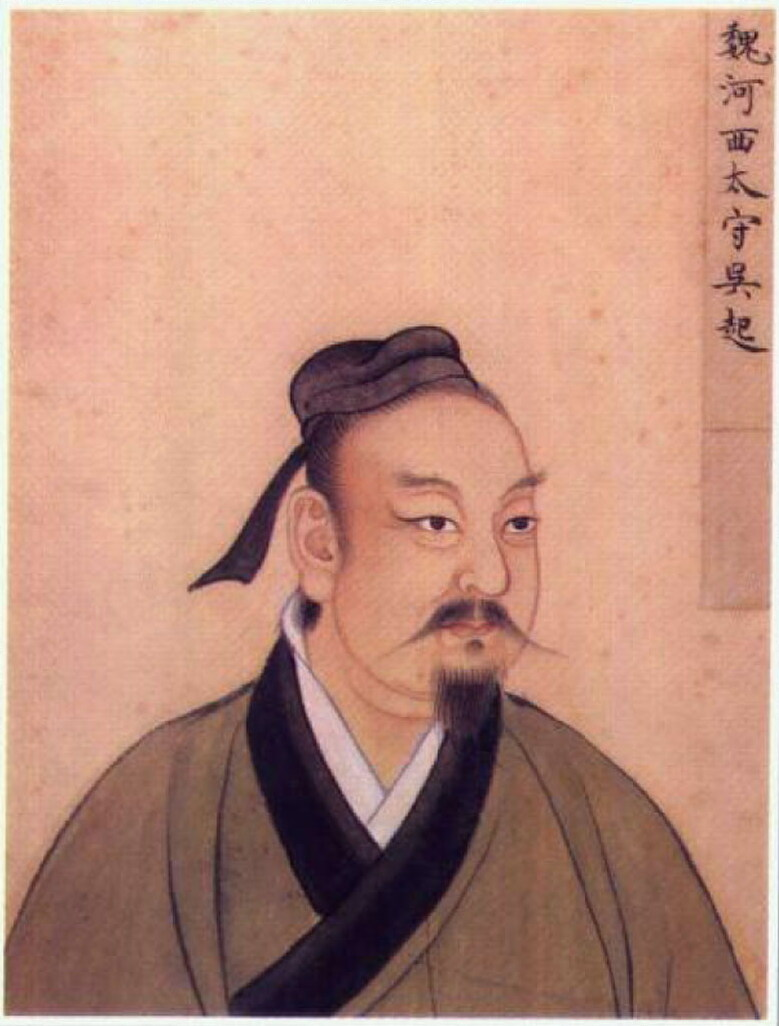
Ngô Khởi (?-381 TCN).

Bước sang thời Chiến Quốc, nước Sở cùng với một số nước khác thi hành cải cách để phát triển thế lực, dưới sự đề xuất của lệnh doãn Ngô Khởi, cũng là một nhà quân sự nổi tiếng thời Chiến Quốc. Ngô Khởi chủ trương tăng cường sức mạnh quân đội, giảm bớt quyền lực của bọn quý tộc, củng cố thế lực ở phía bắc, giảng hòa với nước Tần ở phía tây, nhờ vậy mà thế lực của Sở nhanh chóng lớn mạnh. Năm 481 TCN, Sở đánh bại quân của nước Ngụy (vốn là một khanh tộc của nước Tấn) là nước chư hầu hùng mạnh nhất vào thời điểm đó. Mặc dù không lâu sau đó, Ngô Khởi bị sát hại, nhưng cuộc cải cách của ông vẫn có ý nghĩa quan trọng, góp phần nâng cao thực lực của Sở, đưa Sở trở thành một trong bảy nước chư hầu hùng mạnh nhất thời đó (Thất hùng).

#### Quốc lực cường đại
Thời đại hùng mạnh nhất của Sở là khoảng thời gian trị vì của Sở Uy vương. Dưới thời đại của mình, Sở Uy vương mở rộng thế lực đến tận nước Ba, thôn tính nước Việt ở phía đông, đại thắng quân Tề ở Từ Châu. Sử ký có ghi vài dòng về nước Sở thời này như sau:
"Sở là nước mạnh trong thiên hạ, ở phía tây có quận Kiềm Trung, quận Vu; phía đông có đất Hạ Châu, Hải Dương; phía nam có hồ Động Đình, quận Thương Ngô; phía bắc có cửa ải Hinh, đất Tuần Dương. Đất đai rộng hơn năm nghìn dặm, tướng sĩ mặc áo giáp trăm vạn người, xe nghìn cỗ, ngựa vạn con, thóc gạo đủ chi dùng mười năm. Đó là cái vốn để làm Bá làm Vương".

### Khủng hoảng và diệt vong

#### Sở Hoài vương lưu vong
Sau khi Sở Uy vương qua đời, nước Sở cũng bước vào thời kì suy vong. Vị vua nối ngôi, Sở Hoài vương bước vào tình thế đối đầu với nước Tần hùng mạnh ở phía tây. Cuối cùng, hai nước cũng bước vào trận chiến giành quyền bá vương với nhau vào năm 312 TCN. Mặc dù binh lực của Sở không thua kém Tần, nhưng do sự chuẩn bị chưa tốt nên quân Sở gặp thất bại ở Lam Điền, mất 600 dặm Hán Trung về tay Tần.
Năm 299 TCN, Sở Hoài vương bị vua Tần lừa sang hội rồi bắt giữ, sau chết ở Tần (296 TCN). Nhân nước Sở rối loạn, vua Tần lại đem quân đánh Sở, chiếm được Vũ Quan, và dần tiến vào sâu trong lãnh thổ của Sở. Nước Sở ngày một suy yếu, thất thế không chỉ với Tần mà còn với cả nước Tề ở phía đông.
Năm 286 TCN, Sở liên minh cùng với nước Tề và nước Ngụy, cùng đánh nước Tống, chiếm được một phần lãnh thổ của Tống.

#### Bị mất Dĩnh đô

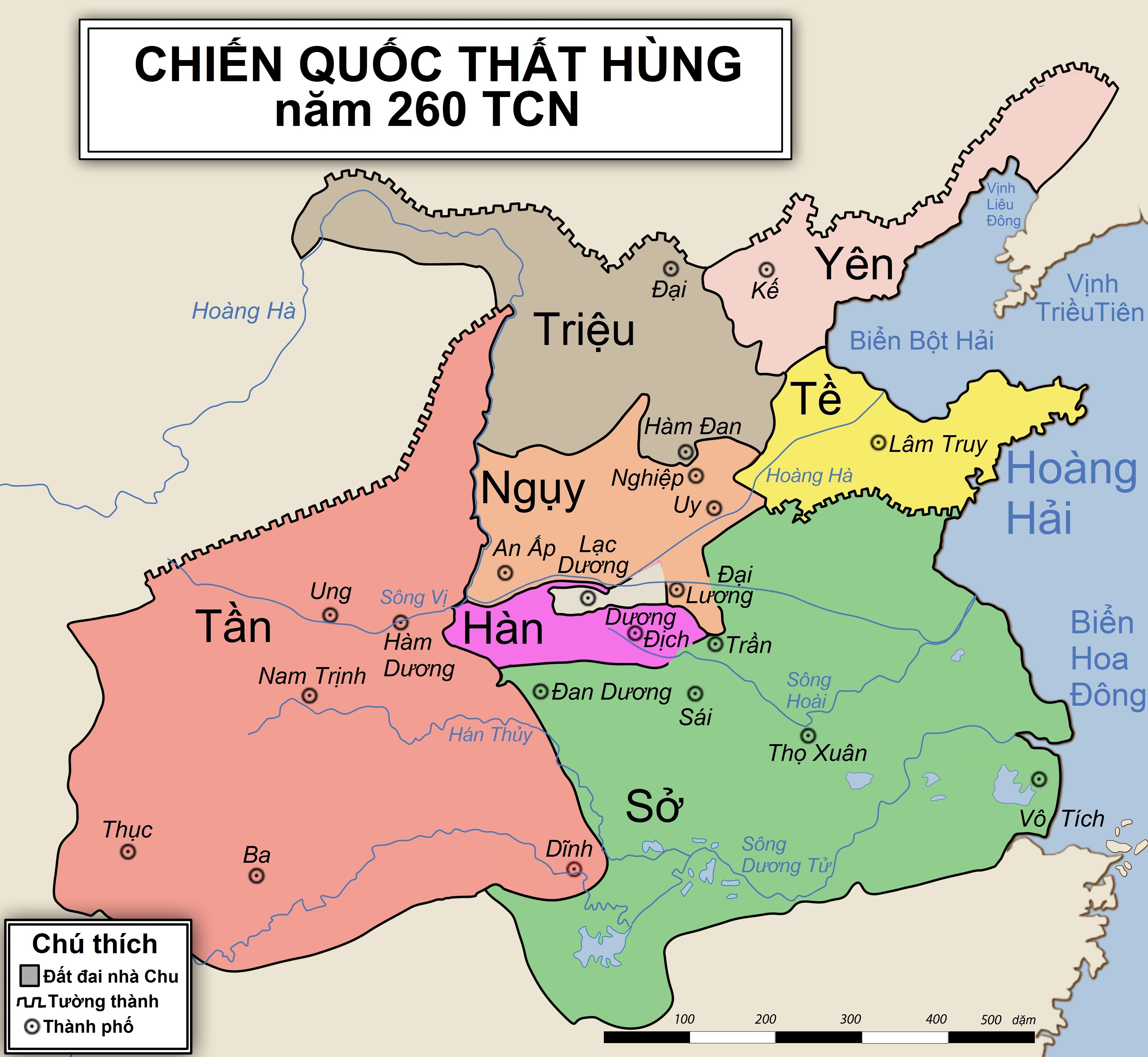
Bản đồ Chiến Quốc năm 260 TCN.

Quốc lực của Sở nhanh chóng suy yếu, trong khi nước Tần lại ngày một lớn mạnh. Năm 280 TCN, quân Tần đánh bại được quân Sở, đến năm 278 TCN, tướng Tần là Bạch Khởi dẫn quân chiếm các đất Yên và Lăng, sau đó tràn vào Dĩnh Đô. Trước sức mạnh của quân Tần, quân Sở không chống nổi, Sở vương phải bỏ chạy khỏi Dĩnh Đô, dời về đất Trần. Khu lăng mộ các tiên vương nước Sở bị Bạch Khởi thiêu trụi nên bị đổi gọi là Di Lăng.
Năm 277 TCN, Bạch Khởi chiếm đất đất Vu Trung và đất Kiềm Trung của nước Sở, sáp nhập vào Tần. Nước Sở mất đi toàn bộ miền đất phía tây và trở nên yếu thế trước Tần.

#### Tranh chấp quyền hành
Bước sang thời Sở Khảo Liệt vương (262 TCN-238 TCN), dưới sự điều hành của lệnh doãn là Hoàng Yết, nước Sở chủ trương mở rộng thế lực về phía đông, thôn tính nước Lỗ ở phía bắc năm 256 TCN. Năm 241 TCN, Sở thiên đô từ đất Trần về vùng Thọ Xuân để tránh xa nước Tần.
Sau khi Sở Khảo Liệt vương qua đời, nội bộ của Sở lại phát sinh tranh chấp. Hoàng Yết trước đó muốn được làm cha vua, đã dâng một người thiếp là Lý thị đã có mang cho vua Sở, được vua Sở sủng ái, người con trai của Lý thị (vốn là con Hoàng Yết) là Hãn được phong làm thái tử.
Năm 238 TCN, Sở Khảo Liệt vương qua đời, người anh của Lý thị là Lý Viên bày kế đặt phục binh trong cung đợi Hoàng Yết vào rồi giết chết, tôn Hãn làm vua, tức Sở U vương (237 TCN-227 TCN. Lý Viên tự xưng là lệnh doãn, điều khiển quốc chính.
Năm 227 TCN, người con thứ của Sở Khảo Liệt vương là Phụ Sô giết chết Lý thị, lên ngôi vua, trả ngôi về cho dòng dõi nước Sở. Những cuộc nội loạn liên tiếp đã làm Sở tiếp tục suy yếu, trong khi Tần lại có kế hoạch thống nhất Trung Quốc.

#### Bị Tần diệt

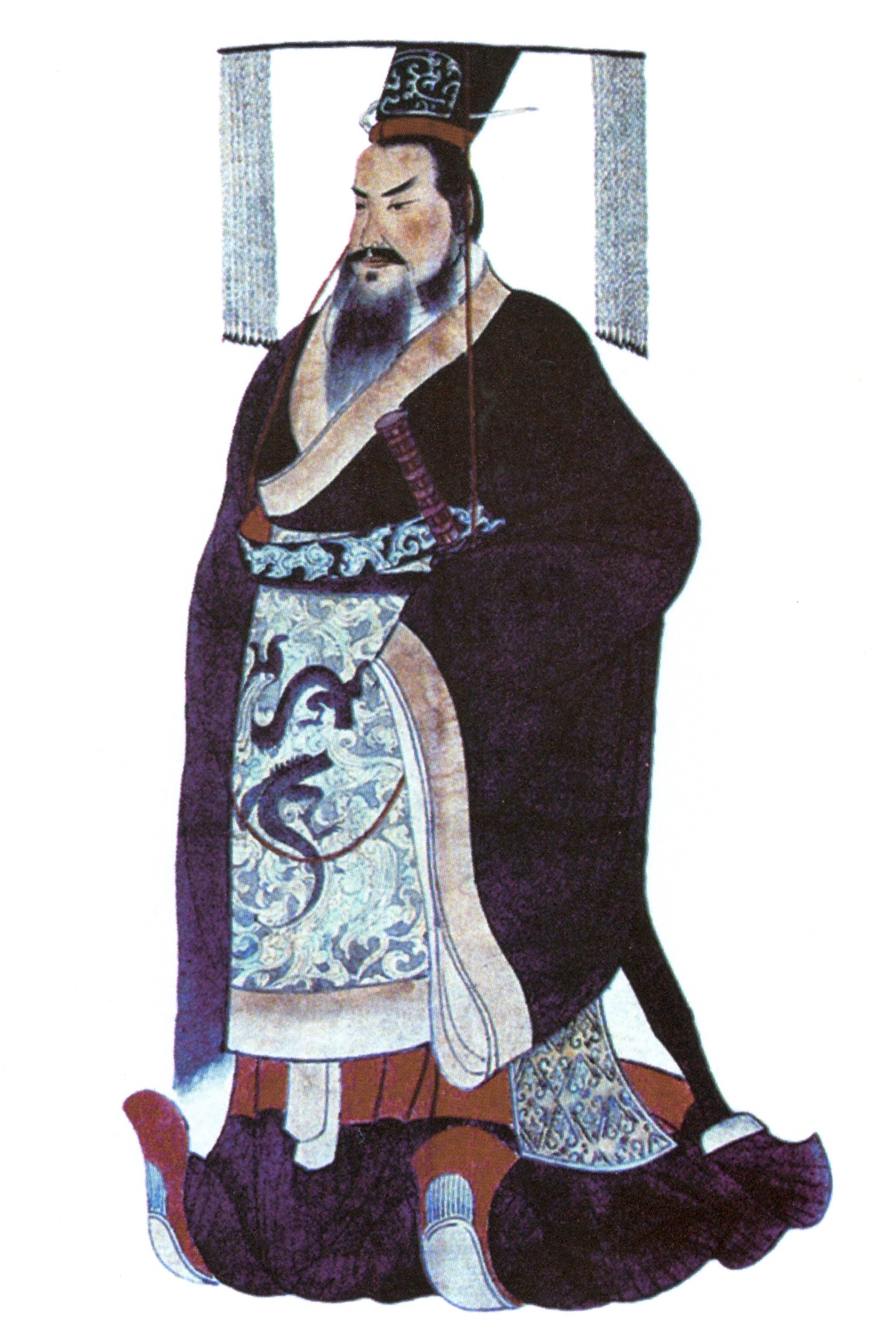
Tần vương Chính, sau này là Tần Thủy Hoàng.

Từ năm 231 TCN, nước Tần bắt đầu tấn công và tiêu diệt các nước để thống nhất Trung Quốc, lần lượt diệt Tam Tấn (Hàn, Triệu, Ngụy). Năm 225 TCN, Tần vương Chính cử Lý Tín đưa 20 vạn quân đánh nước Sở. Tướng Hạng Yên đem quân ra trận, đánh tan 20 vạn quân của Lý Tín, buộc Tín rút quân.
Năm 224 TCN, vua Tần lại cử Vương Tiễn đem 60 vạn quân sang đánh Sở. Vua Sở huy động quân lính trong nước ra quyết chiến. Vương Tiễn dùng kế cố thủ không ra đánh làm quân Sở mất hết nhuệ khí, sau đó mới đưa quân ra. Quân Tần đánh cho quân Sở đại bại và phải rút chạy.
Quân Tần tiến vào Thọ Xuân, bắt sống Sở vương Phụ Sô. Hạng Yên bỏ chạy về Lan Lăng (phía nam sông Trường Giang), lại tìm lập người tông thất nước Sở là Xương Bình quân lên ngôi. Năm 223 TCN, Vương Tiễn đuổi theo tiến đánh, Xương Bình quân tử trận. Hạng Yên tuyệt vọng bèn tự vẫn. Nước Sở diệt vong.
Không bao lâu sau khi diệt Sở, Tần vương Chính thống nhất Trung Quốc, tự xưng là Tần Thủy Hoàng lập ra nhà Tần.

### Phục quốc cuối đời Tần

#### Trần Thắng và Cảnh Câu
Sau khi Tần Thủy Hoàng qua đời, nhà Tần ngày một suy yếu. Tháng 7 năm 209 TCN, Trần Thắng, Ngô Quảng khởi nghĩa chống lại nhà Tần. Sau khi đánh chiếm làng Đại Trạch, Trần Thắng đánh lấy đất Kỳ và chia quân làm 2 đường: tự mình đánh phía tây, sai tướng Cát Anh tiến về phía đông. Cát Anh tiến đến Đông Thành, tìm được Tương Cương là dòng dõi vua Sở bèn lập làm Sở Vương, tái lập nước Sở.
Trong khi đó, Trần Thắng cũng liên tiếp giành được thắng lợi trước quân đội nhà Tần chiếm được đất Trần, tự lập làm Trương Sở vương. Như vậy cùng lúc đó có tới hai người tự xưng là vua Sở.
Cát Anh ở Đông Thành nghe tin Trần Thắng tự lập, bèn giết Tương Cương, trở về với Trần Thắng.
Tuy nhiên sau đó Trần Thắng không còn được lòng người, các thủ hạ ly khai, tự lập làm vương. Thủ hạ của Ngô Quảng là Điền Tang nổi dậy giết Quảng, đem đầu dâng cho Trần Thắng. Thắng lập Tang làm Lệnh doãn. Tuy nhiên ít lâu sau, Điền Tang bị tướng Tần là Chương Hàm giết chết, Chương Hàm lại kéo quân đánh đất Trần. Trần Thắng bỏ chạy.
Năm 208 TCN, Trần Thắng bị người đánh xe giết chết, thụy là Ẩn vương. Tướng Tần Gia lập dòng dõi vua Sở là Cảnh Câu làm Sở Giả vương. Giả vương chịu chiêu nạp tướng mới khởi nghĩa là Lưu Bang (tức Hán Cao Tổ sau này). Lúc bấy giờ, con tướng quân Hạng Yên là Hạng Lương khởi nghĩa ở đất Ngô, nghe tin Cảnh Câu tự lập bèn đem quân đánh, giết Sở Giả vương.

#### Thời Sở Nghĩa Đế
Tháng 6 năm 208 TCN, Hạng Lương tìm được con cháu nước Sở là Mi Tâm, bèn lập lên làm Sở Hoài vương để có danh nghĩa chống Tần. Hoài vương phong Trần Anh làm Thượng trụ quốc, Hạng Lương làm Vũ Tín quân.
Cùng năm đó, tướng Tần là Chương Hàm đem quân đánh nước Tề. Hạng Lương đem quân cứu Tề, bị Chương Hàm đánh bại và giết chết ở Định Đào vào tháng 9.
Nghe tin Hạng Lương chết, Sở Hoài vương chỉnh đốn lại đội ngũ, bàn ra quân đánh Tần và cứu nước Triệu đang bị Chương Hàm vây gắt, ra giao ước với chư hầu:
"Ai vào bình định Quan Trung trước thì sẽ cho người ấy làm vua".
Cuối cùng đạo quân của Lưu Bang vào Quan Trung trước nhưng Hạng Vũ nắm được quyền hành, tự lập làm Sở Bá vương, tôn Hoài vương làm Sở Nghĩa Đế.
Năm 207 TCN, Sở Nghĩa Đế thiên đô về Hu Di, phong cho Lưu Bang làm Vũ An hầu, Lữ Thần làm Tư đồ, cha thần là Thanh làm Lệnh doãn, còn Hạng Vũ được phong làm Lỗ công.

#### Lưu-Hạng phân tranh

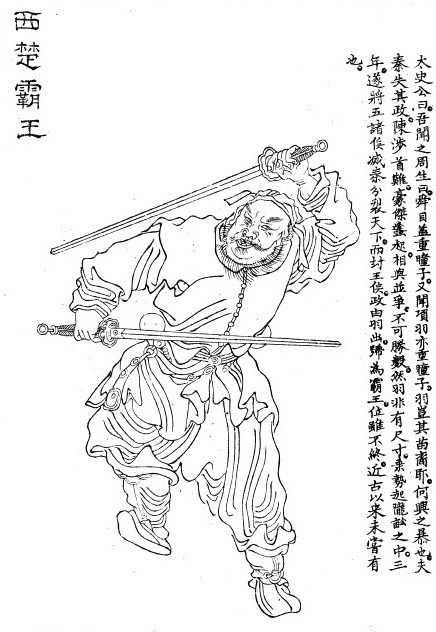
Tây Sở Bá vương Hạng Vũ

Tháng 4 năm 206 TCN, Hạng Vũ dời Sở Nghĩa đế về Trường Sa, ở Sâm huyện, rồi bí mật sai Cửu Giang vương Kình Bố và Hành San vương Ngô Nhuế sát hại Nghĩa Đế trên sông Trường Giang, tự mình chiếm lấy nước Sở.
Tháng 9 năm 202 TCN, Hạng Vũ bị Lưu Bang đánh bại, bèn tự vẫn ở sông Ô Giang. Chiến tranh Hán-Sở kết thúc kèm theo sự diệt vong của nước Sở. Sau này, Lưu Bang lên làm Hoàng đế, phong cho thủ hạ là Hàn Tín làm Sở vương.

## Văn hoá

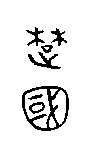
Sở Quốc
(kim văn, khoảng năm 800 TCN)

### Ảnh hưởng từ các nền văn hóa khác
Dựa trên những khám phá khảo cổ học, văn hóa Sở ban đầu tương tự với văn hóa nước Triệu. Sau này, văn hóa Sở hấp thu thêm nhiều yếu tố bản xứ khi đất nước mở rộng ra phía nam và phía đông, phát triển một văn hóa riêng biệt so với văn hóa truyền thống của các nước chư hầu bắc Chu.
Những đồ vật dùng trong tang lễ buổi đầu nước Sở chủ yếu gồm các chậu đồng theo kiểu Chu. Những mộ Sở sau này, đặc biệt ở giai đoạn Chiến Quốc, chứa đựng những đồ vật khác biệt mang đặc trưng Sở như những đồ sơn mài, sắt và tơ lụa, cùng với sự giảm sút những đồ vật làm bằng đồng.
Một yếu tố mang đặc tính nước Sở thường thấy là sự thể hiện những con rắn, rồng và những loài vật giống rắn. Một số nhà khảo cổ học cho rằng nước Sở có lẽ từng có những mối liên hệ văn hóa với nhà Thương trước đó, bởi vì nhiều yếu tố Sở cũng đã xuất hiện sớm hơn ở những địa điểm có nền văn hóa Thương, như các yếu tố thể hiện những vị thần có đuôi rắn.

### Lễ nghi và âm nhạc
Văn hóa Sở muộn được biết đến với sự tương đồng của nó với những trình tự nghi thức kiểu pháp sư. Sở cũng nổi tiếng về âm nhạc đặc trưng của mình; các bằng chứng khảo cổ cho thấy âm nhạc Sở khác biệt so với âm nhạc Chu; nhạc Sở có khuynh hướng sử dụng nhiều phong cách biểu diễn khác nhau, cũng như các nhạc cụ đặc hữu; Tại Sở, đàn sắt được ưa chuộng hơn đàn cổ cầm, trong khi cả hai nhạc khí này được sử dụng như nhau tại các nước chư hầu bắc Chu.
Sở có các mối quan hệ thường xuyên với các dân tộc khác ở phương nam, nổi tiếng nhất là các nước Ba, Việt và các nhóm tộc Bách Việt. Nhiều lễ nghi và các đồ vật dùng trong mai táng kiểu Ba và Việt đã được tìm thấy bên trong lãnh thổ Sở, cùng tồn tại với kiểu và đồ dùng mai táng của Sở.
Những vị vua đầu tiên nhà Hán đã lãng mạn hóa văn hóa Sở, khiến xuất hiện một xu hướng nghiên cứu các yếu tố văn hóa Sở như Sở Từ. Sau thời nhà Hán, Sở lại mang tiếng là một nước man rợ; các học giả Khổng giáo không ưa văn hóa Sở, chỉ trích thứ âm nhạc "dâm dật" và những lễ nghi kiểu pháp sư của nó.

### Ngôn ngữ
Sau thời gian dài bị Hán hóa, tiếng Sở đến nay đã bị thất truyền. Chỉ có một vài từ Sở còn lại được đến nay, được ghi trong một số thư tịch cổ chữ Hán thời Chiến Quốc. Hiện chưa có một cố gắng thu thập các từ vựng Sở từ các nguồn này một cách có hệ thống . Các chữ được khẳng định là thuộc ngôn ngữ Sở được liệt kê tại Dự án nghiên cứu ngôn ngữ Sở tại Đại học Massachusetts Amherst Lưu trữ ngày 5 tháng 1 năm 2007 tại Wayback Machine

## Những người đất Sở nổi tiếng
- Khuất Nguyên, nhà thơ nổi tiếng thời cổ đại. Ông là một vị quan trong triều và là người yêu nước, ông đã đưa ra ý kiến thống nhất Sở với các nước chư hầu khác để chống lại sự bành trướng của Tần, tuy nhiên không được ai nghe theo; ông bị vua Sở xua đuổi. Theo tục truyền, đau khổ khi biết tin về cuộc xâm lược của Tần, ông đã trầm mình tại sông Mịch La (汩罗江)[53].
- Lưu Bang, hoàng đế sáng lập nhà Hán, sinh trưởng trên phần đất thuộc tỉnh Giang Tô ngày nay, vốn là đất Sở thời Chiến Quốc.
- Hạng Vũ, một quý tộc nước Sở cũ, nổi dậy và trở thành một thủ lĩnh chống Tần, sau khi đánh tan quân Tần, đã tự xưng là "Tây Sở Bá Vương", là một đối thủ của người sáng lập Hán triều, Lưu Bang. Ông là một vị tướng tài ba trên chiến trường nhưng lại kiêu ngạo nên đã phải chịu thất bại.
- Dưỡng Do Cơ, danh tướng dưới thời Sở Trang Vương và Sở Cung Vương (khoảng 600 TCN), nổi tiếng với tài bắn tên. Bên lề trận Yên Lăng năm 575 TCN, lúc trận đánh chưa khai màn, các tướng sĩ tập dượt phía sau trại, ông cho đánh dấu 3 chiếc lá cây dương 1, 2, 3, rồi đứng cách xa 100 bước, lần lượt bắn 3 mũi tên xuyên thủng 3 chiếc lá theo đúng thứ tự. Tài bắn này đã trở nên câu thành ngữ "bách bộ xuyên dương" còn truyền tụng đến ngày nay.

## Vương tộc thế phổ
Nước Sở tính từ đời Dục Hùng tới đời Xương Bình quân bị Tần diệt năm 223 TCN gồm có 46 vua. Nước Sở được lập lại cuối thời Tần, truyền được 5 vua nữa, tổng cộng 51 vua. Dưới đây là bảng liệt kê các vị vua nước Sở (theo Sử ký)
| Thứ tự (thế hệ) | Thụy hiệu               | Tên húy                          | Thời gian ở ngôi           | Số năm | Quan hệ với vua trước  | Ghi chú                |  |
| --------------- | ----------------------- | -------------------------------- | -------------------------- | ------ | ---------------------- | ---------------------- |  |
| 1 (1)           | Sở Dục Hùng             | Dục Hùng                         |                            |        | thầy của Chu Văn vương |                        |  |
| 2 (2)           | Sở Hùng Lệ              | Hùng Lệ/Mị Lệ                    |                            |        | con Dục Hùng           |                        |  |
| 3 (3)           | Sở Hùng Cuồng           | Hùng Cuồng/Mị Cuồng              |                            |        | con Hùng Lệ            |                        |  |
| 4 (4)           | Sở Hùng Dịch            | Hùng Dịch (thụ phong ở đất Kinh) |                            |        | con Hùng Cuồng         |                        |  |
| 5 (5)           | Sở Hùng Ngải            | Hùng Ngải/Mị Ngải                |                            |        | con Hùng Dịch          |                        |  |
| 6 (6)           | Sở Hùng Đán             | Hùng Đán/Mị Đán                  |                            |        | con Hùng Ngải          |                        |  |
| 7 (7)           | Sở Hùng Thắng           | Hùng Thắng/Mị Thắng              |                            |        | con Hùng Đán           |                        |  |
| 8 (7)           | Sở Hùng Dương           | Hùng Dương/Mị Dương              |                            |        | em Hùng Thắng          |                        |  |
| 9 (8)           | Sở Hùng Cừ              | Hùng Cừ/Mị Cừ                    |                            |        | con Hùng Dương         |                        |  |
| 10 (9)          | Sở Hùng Chí             | Hùng Chí/Mị Chí/Hùng Chí Hồng    |                            |        | con Hùng Cừ            |                        |  |
| 11 (9)          | Sở Hùng Duyên           | Hùng Duyên/Mị Duyên/Chấp Tì      | ?-848 TCN                  |        | em Hùng Chí            |                        |  |
| 12 (10)         | Sở Hùng Dũng            | Hùng Dũng/Mị Dũng                | 747 TCN-838 TCN            | 10     | con Hùng Duyên         |                        |  |
| 13 (10)         | Sở Hùng Nghiêm          | Hùng Nghiêm/Mị Nguyên            | 837 TCN-828 TCN            | 10     | em Hùng Dũng           |                        |  |
| 14 (11)         | Sở Hùng Sương           | Hùng Sương/Mị Sương/Bá Sương     | 827 TCN - 822 TCN          | 6      | con Hùng Nghiêm        |                        |  |
| 15 (11)         | Sở Hùng Tuân            | Hùng Tuân/Mị Tuân/Quý Tuân       | 821 TCN - 800 TCN          | 22     | em Hùng Sương          | giành ngôi với hai anh |  |
| 16 (12)         | Sở Hùng Ngạc            | Hùng Ngạc/Mị Ngạc                | 799 TCN - 791 TCN          | 9      | con Hùng Tuấn          |                        |  |
| 17 (12)         | Sở Nhược Ngao           | Hùng Nghi (Mị Nghi)              | 790 TCN - 764 TCN          | 27     | em Hùng Ngạc           |                        |  |
| 18 (13)         | Sở Tiêu Ngao            | Hùng Khảm/Mị Khảm                | 763 TCN - 758 TCN          | 6      | con Nhược Ngao         |                        |  |
| 19 (14)         | Sở Phần Mạo/Sở Lệ vương | Hùng Thuận/Mị Thuận              | 757 TCN - 741 TCN          | 17     | con Tiêu Ngao          |                        |  |
| 20 (15)         | Sở Vũ vương             | Hùng Thông/Mị Thông              | 740 TCN - Tháng 3/690 TCN  | 51     | con Phần Mạo           |                        |  |
| 21 (16)         | Sở Văn vương            | Hùng Xi/Mị Xi                    | 689 TCN - 6/675 TCN TCN    | 15     | con Vũ vương           |                        |  |
| 22 (17)         | Sở Đổ Ngao              | Hùng Gian/Mị Gian                | 674 TCN - 672 TCN          | 3      | con Văn vương          | bị giết                |  |
| 23 (17)         | Sở Thành vương          | Hùng Uẩn/Mị Uẩn                  | 671 TCN - Tháng 10/626 TCN | 46     | em Đổ Ngao             | tự sát                 |  |
| 24 (18)         | Sở Mục vương            | Hùng Thương /Mị Thương           | 625 TCN - 614 TCN          | 12     | con Mục vương          |                        |  |
| 25 (19)         | Sở Trang vương          | Hùng Lữ (Mị Lữ)                  | 613 TCN - 591 TCN          | 23     | con Mục vương          |                        |  |
| 26 (20)         | Sở Cung vương           | Hùng Thẩm (Mị Thẩm)              | 590 TCN - 560 TCN          | 31     | con Trang vương        |                        |  |
| 27 (21)         | Sở Khang vương          | Hùng Chiêu/Mị Chiêu              | 559 TCN - Tháng 9/545 TCN  | 15     | con trưởng Cung vương  |                        |  |
| 28 (22)         | Sở Giáp Ngao            | Hùng Viên (Mị Viên)              | 544 TCN - 541 TCN          | 4      | con Khang vương        | bị giết                |  |
| 29 (21)         | Sở Linh vương           | Hùng Vi (Mị Vi)                  | 540 TCN - 529 TCN          | 12     | con Cung vương         | bị giết                |  |
| 30 (21)         | Sở vương Bỉ/Sở Ti Ngao  | Hùng Bỉ/Mị Bỉ                    | 529 TCN                    | 1      | em Linh vương          | tự sát                 |  |
| 31 (21)         | Sở Bình vương           | Hùng Khí Tật/Hùng Cư             | 528 TCN - Tháng 9/516 TCN  | 13     | em Bỉ                  |                        |  |
| 32 (22)         | Sở Chiêu vương          | Hùng (Mị) Trân/Chẩn              | 515 TCN - Tháng 7/489 TCN  | 27     | con Bình vương         |                        |  |
| 33 (23)         | Sở Huệ vương            | Hùng Chương (Mị Chương)          | 488 TCN - 432 TCN          | 57     | con Chiêu vương        |                        |  |
| 34 (24)         | Sở Giản vương           | Hùng Trung (Mị Trung)            | 431 TCN - 408 TCN          | 24     | con Huệ vương          |                        |  |
| 35 (25)         | Sở Thanh vương          | Hùng Đương (Mị Đương)            | 407 TCN - 402 TCN          | 6      | con Giản vương         | bị giết                |  |
| 36 (26)         | Sở Điệu vương           | Hùng Nghi (Mị Nghi)              | 401 TCN - 381 TCN          | 21     | con Thanh vương        | bị bắn vào thây        |  |
| 37 (27)         | Sở Túc vương            | Hùng Tang (Mị Tang)              | 380 TCN - 370 TCN          | 11     | con Điệu vương         |                        |  |
| 38 (27)         | Sở Tuyên vương          | Hùng/Mị Lương Phu                | 369 TCN - 340 TCN          | 30     | em Túc vương           |                        |  |
| 39 (28)         | Sở Uy vương             | Hùng Thương/Mị Thương            | 339 TCN - 329 TCN          | 11     | con Tuyên vương        |                        |  |
| 40 (29)         | Sở Hoài vương           | Hùng Hòe (Mị Hòe)                | 328 TCN - 299 TCN          | 30     | con Uy vương           | bị giam ở Tần          |  |
| 41 (30)         | Sở Tương vương          | Hùng Hoành (Mị Hoành)            | 298 TCN - 263 TCN          | 36     | con Hoài vương         |                        |  |
| 42 (31)         | Sở Khảo Liệt vương      | Hùng Nguyên/Mị Nguyên            | 262 TCN - 238 TCN          | 25     | con Tương vương        |                        |  |
| 43 (32)         | Sở U vương              | Hùng Hãn/Mị Hãn                  | 237 TCN - 228 TCN          | 10     | con Khảo Liệt vương    |                        |  |
| 44 (32)         | Sở Ai vương             | Hùng Do (Mị Do)                  | 228                        | 1      | em U vương             | bị giết                |  |
| 45 (32)         | Sở vương Phụ Sô         | Hùng Phụ Sô/Mị Phụ Sô            | 227 TCN - 223 TCN          | 5      | anh Ai vương           | bị bắt                 |  |
| 46 (32)         | Xương Bình quân         | Hùng Khải (Mị Khải)              | 223 TCN                    | 1      | anh Phụ Sô             | tử trận                |  |
| 47              |                         | Tương Cương                      | 209 TCN                    | 1      |                        | bị giết                |  |
| 48              | Sở Ẩn vương             | Trần Thắng                       | 209 - 208 TCN              | 2      | khởi nghĩa nông dân    | bị giết                |  |
| 49              | Sở Giả vương            | Cảnh Câu/Mị Câu                  | 208 TCN                    | 1      | con cháu nước Sở       | bị giết                |  |
| 50              | Sở Nghĩa Đế             | Hùng Tâm/Mị Tâm                  | 208 TCN - 206 TCN          | 3      | dòng dõi vua Sở        | bị giết                |  |
| 51              | Sở Bá vương             | Hạng Vũ/Hạng Tịch                | 206 TCN - 202 TCN          | 5      |                        | tự tử                  |  |

## Thế phả các quân chủ
|                               |                               |                               |                               |                               |                               |  |  |                                |                                |                                |                                |                                |                                |  |  |                                |                                |                                |                                |                                |                                |  |  |                        |                        |                        |                        |                        |                        |  |  |                                |                                |                                |                                |                                |                                |  |  | Dục Hùng                               |                                        |                                        |                                        |                                        |                                        |  |  |                                |                                |                                |                                |                                |                                |  |  |                               |                               |                               |                               |                               |                               |  |  |                                          |                                 |                                 |                                 |                                 |                                 |  |  |                          |                          |                          |                          |                          |                          |  |  |                                 |                                 |                                 |                                 |                                 |                                 |  |  |  |  |  |  |  |  |  |  |  |  |  |  |  |  |  |  |  |  |  |  |  |  |  |  |  |  |  |  |  |  |  |  |  |  |  |  |  |  |  |  |  |  |  |  |  |  |  |  |  |  |  |  |
|                               |                               |                               |                               |                               |                               |  |  |                                |                                |                                |                                |                                |                                |  |  |                                |                                |                                |                                |                                |                                |  |  |                        |                        |                        |                        |                        |                        |  |  |                                |                                |                                |                                |                                |                                |  |  |                                        |                                        |                                        |                                        |                                        |                                        |  |  |                                |                                |                                |                                |                                |                                |  |  |                               |                               |                               |                               |                               |                               |  |  |                                          |                                 |                                 |                                 |                                 |                                 |  |  |                          |                          |                          |                          |                          |                          |  |  |                                 |                                 |                                 |                                 |                                 |                                 |  |  |  |  |  |  |  |  |  |  |  |  |  |  |  |  |  |  |  |  |  |  |  |  |  |  |  |  |  |  |  |  |  |  |  |  |  |  |  |  |  |  |  |  |  |  |  |  |  |  |  |  |  |  |
|                               |                               |                               |                               |                               |                               |  |  |                                |                                |                                |                                |                                |                                |  |  |                                |                                |                                |                                |                                |                                |  |  |                        |                        |                        |                        |                        |                        |  |  |                                |                                |                                |                                |                                |                                |  |  |                                        |                                        |                                        |                                        |                                        |                                        |  |  |                                |                                |                                |                                |                                |                                |  |  |                               |                               |                               |                               |                               |                               |  |  |                                          |                                 |                                 |                                 |                                 |                                 |  |  |                          |                          |                          |                          |                          |                          |  |  |                                 |                                 |                                 |                                 |                                 |                                 |  |  |  |  |  |  |  |  |  |  |  |  |  |  |  |  |  |  |  |  |  |  |  |  |  |  |  |  |  |  |  |  |  |  |  |  |  |  |  |  |  |  |  |  |  |  |  |  |  |  |  |  |  |  |
|                               |                               |                               |                               |                               |                               |  |  |                                |                                |                                |                                |                                |                                |  |  |                                |                                |                                |                                |                                |                                |  |  |                        |                        |                        |                        |                        |                        |  |  | Thụ Thúc Đấu thị               | Thụ Thúc Đấu thị               | Thụ Thúc Đấu thị               | Thụ Thúc Đấu thị               | Thụ Thúc Đấu thị               | Thụ Thúc Đấu thị               |  |  | Hùng Lệ                                | Hùng Lệ                                | Hùng Lệ                                | Hùng Lệ                                | Hùng Lệ                                | Hùng Lệ                                |  |  |                                |                                |                                |                                |                                |                                |  |  |                               |                               |                               |                               |                               |                               |  |  |                                          |                                 |                                 |                                 |                                 |                                 |  |  |                          |                          |                          |                          |                          |                          |  |  |                                 |                                 |                                 |                                 |                                 |                                 |  |  |  |  |  |  |  |  |  |  |  |  |  |  |  |  |  |  |  |  |  |  |  |  |  |  |  |  |  |  |  |  |  |  |  |  |  |  |  |  |  |  |  |  |  |  |  |  |  |  |  |  |  |  |
|                               |                               |                               |                               |                               |                               |  |  |                                |                                |                                |                                |                                |                                |  |  |                                |                                |                                |                                |                                |                                |  |  |                        |                        |                        |                        |                        |                        |  |  | Thụ Thúc Đấu thị               | Thụ Thúc Đấu thị               | Thụ Thúc Đấu thị               | Thụ Thúc Đấu thị               | Thụ Thúc Đấu thị               | Thụ Thúc Đấu thị               |  |  | Hùng Lệ                                | Hùng Lệ                                | Hùng Lệ                                | Hùng Lệ                                | Hùng Lệ                                | Hùng Lệ                                |  |  |                                |                                |                                |                                |                                |                                |  |  |                               |                               |                               |                               |                               |                               |  |  |                                          |                                 |                                 |                                 |                                 |                                 |  |  |                          |                          |                          |                          |                          |                          |  |  |                                 |                                 |                                 |                                 |                                 |                                 |  |  |  |  |  |  |  |  |  |  |  |  |  |  |  |  |  |  |  |  |  |  |  |  |  |  |  |  |  |  |  |  |  |  |  |  |  |  |  |  |  |  |  |  |  |  |  |  |  |  |  |  |  |  |
|                               |                               |                               |                               |                               |                               |  |  |                                |                                |                                |                                |                                |                                |  |  |                                |                                |                                |                                |                                |                                |  |  |                        |                        |                        |                        |                        |                        |  |  |                                |                                |                                |                                |                                |                                |  |  | Hùng Cuồng                             |                                        |                                        |                                        |                                        |                                        |  |  |                                |                                |                                |                                |                                |                                |  |  |                               |                               |                               |                               |                               |                               |  |  |                                          |                                 |                                 |                                 |                                 |                                 |  |  |                          |                          |                          |                          |                          |                          |  |  |                                 |                                 |                                 |                                 |                                 |                                 |  |  |  |  |  |  |  |  |  |  |  |  |  |  |  |  |  |  |  |  |  |  |  |  |  |  |  |  |  |  |  |  |  |  |  |  |  |  |  |  |  |  |  |  |  |  |  |  |  |  |  |  |  |  |
|                               |                               |                               |                               |                               |                               |  |  |                                |                                |                                |                                |                                |                                |  |  |                                |                                |                                |                                |                                |                                |  |  |                        |                        |                        |                        |                        |                        |  |  |                                |                                |                                |                                |                                |                                |  |  |                                        |                                        |                                        |                                        |                                        |                                        |  |  |                                |                                |                                |                                |                                |                                |  |  |                               |                               |                               |                               |                               |                               |  |  |                                          |                                 |                                 |                                 |                                 |                                 |  |  |                          |                          |                          |                          |                          |                          |  |  |                                 |                                 |                                 |                                 |                                 |                                 |  |  |  |  |  |  |  |  |  |  |  |  |  |  |  |  |  |  |  |  |  |  |  |  |  |  |  |  |  |  |  |  |  |  |  |  |  |  |  |  |  |  |  |  |  |  |  |  |  |  |  |  |  |  |
|                               |                               |                               |                               |                               |                               |  |  |                                |                                |                                |                                |                                |                                |  |  |                                |                                |                                |                                |                                |                                |  |  |                        |                        |                        |                        |                        |                        |  |  |                                |                                |                                |                                |                                |                                |  |  |                                        |                                        |                                        |                                        |                                        |                                        |  |  |                                |                                |                                |                                |                                |                                |  |  |                               |                               |                               |                               |                               |                               |  |  |                                          |                                 |                                 |                                 |                                 |                                 |  |  |                          |                          |                          |                          |                          |                          |  |  |                                 |                                 |                                 |                                 |                                 |                                 |  |  |  |  |  |  |  |  |  |  |  |  |  |  |  |  |  |  |  |  |  |  |  |  |  |  |  |  |  |  |  |  |  |  |  |  |  |  |  |  |  |  |  |  |  |  |  |  |  |  |  |  |  |  |
|                               |                               |                               |                               |                               |                               |  |  |                                |                                |                                |                                |                                |                                |  |  |                                |                                |                                |                                |                                |                                |  |  |                        |                        |                        |                        |                        |                        |  |  |                                |                                |                                |                                |                                |                                |  |  | Hùng Dịch                              | Hùng Dịch                              | Hùng Dịch                              | Hùng Dịch                              | Hùng Dịch                              | Hùng Dịch                              |  |  | Khuất Tuần Khuất thị           | Khuất Tuần Khuất thị           | Khuất Tuần Khuất thị           | Khuất Tuần Khuất thị           | Khuất Tuần Khuất thị           | Khuất Tuần Khuất thị           |  |  |                               |                               |                               |                               |                               |                               |  |  |                                          |                                 |                                 |                                 |                                 |                                 |  |  |                          |                          |                          |                          |                          |                          |  |  |                                 |                                 |                                 |                                 |                                 |                                 |  |  |  |  |  |  |  |  |  |  |  |  |  |  |  |  |  |  |  |  |  |  |  |  |  |  |  |  |  |  |  |  |  |  |  |  |  |  |  |  |  |  |  |  |  |  |  |  |  |  |  |  |  |  |
|                               |                               |                               |                               |                               |                               |  |  |                                |                                |                                |                                |                                |                                |  |  |                                |                                |                                |                                |                                |                                |  |  |                        |                        |                        |                        |                        |                        |  |  |                                |                                |                                |                                |                                |                                |  |  | Hùng Dịch                              | Hùng Dịch                              | Hùng Dịch                              | Hùng Dịch                              | Hùng Dịch                              | Hùng Dịch                              |  |  | Khuất Tuần Khuất thị           | Khuất Tuần Khuất thị           | Khuất Tuần Khuất thị           | Khuất Tuần Khuất thị           | Khuất Tuần Khuất thị           | Khuất Tuần Khuất thị           |  |  |                               |                               |                               |                               |                               |                               |  |  |                                          |                                 |                                 |                                 |                                 |                                 |  |  |                          |                          |                          |                          |                          |                          |  |  |                                 |                                 |                                 |                                 |                                 |                                 |  |  |  |  |  |  |  |  |  |  |  |  |  |  |  |  |  |  |  |  |  |  |  |  |  |  |  |  |  |  |  |  |  |  |  |  |  |  |  |  |  |  |  |  |  |  |  |  |  |  |  |  |  |  |
|                               |                               |                               |                               |                               |                               |  |  |                                |                                |                                |                                |                                |                                |  |  |                                |                                |                                |                                |                                |                                |  |  |                        |                        |                        |                        |                        |                        |  |  |                                |                                |                                |                                |                                |                                |  |  | Hùng Ngải                              |                                        |                                        |                                        |                                        |                                        |  |  |                                |                                |                                |                                |                                |                                |  |  |                               |                               |                               |                               |                               |                               |  |  |                                          |                                 |                                 |                                 |                                 |                                 |  |  |                          |                          |                          |                          |                          |                          |  |  |                                 |                                 |                                 |                                 |                                 |                                 |  |  |  |  |  |  |  |  |  |  |  |  |  |  |  |  |  |  |  |  |  |  |  |  |  |  |  |  |  |  |  |  |  |  |  |  |  |  |  |  |  |  |  |  |  |  |  |  |  |  |  |  |  |  |
|                               |                               |                               |                               |                               |                               |  |  |                                |                                |                                |                                |                                |                                |  |  |                                |                                |                                |                                |                                |                                |  |  |                        |                        |                        |                        |                        |                        |  |  |                                |                                |                                |                                |                                |                                |  |  |                                        |                                        |                                        |                                        |                                        |                                        |  |  |                                |                                |                                |                                |                                |                                |  |  |                               |                               |                               |                               |                               |                               |  |  |                                          |                                 |                                 |                                 |                                 |                                 |  |  |                          |                          |                          |                          |                          |                          |  |  |                                 |                                 |                                 |                                 |                                 |                                 |  |  |  |  |  |  |  |  |  |  |  |  |  |  |  |  |  |  |  |  |  |  |  |  |  |  |  |  |  |  |  |  |  |  |  |  |  |  |  |  |  |  |  |  |  |  |  |  |  |  |  |  |  |  |
|                               |                               |                               |                               |                               |                               |  |  |                                |                                |                                |                                |                                |                                |  |  |                                |                                |                                |                                |                                |                                |  |  |                        |                        |                        |                        |                        |                        |  |  |                                |                                |                                |                                |                                |                                |  |  | Hùng Đán                               |                                        |                                        |                                        |                                        |                                        |  |  |                                |                                |                                |                                |                                |                                |  |  |                               |                               |                               |                               |                               |                               |  |  |                                          |                                 |                                 |                                 |                                 |                                 |  |  |                          |                          |                          |                          |                          |                          |  |  |                                 |                                 |                                 |                                 |                                 |                                 |  |  |  |  |  |  |  |  |  |  |  |  |  |  |  |  |  |  |  |  |  |  |  |  |  |  |  |  |  |  |  |  |  |  |  |  |  |  |  |  |  |  |  |  |  |  |  |  |  |  |  |  |  |  |
|                               |                               |                               |                               |                               |                               |  |  |                                |                                |                                |                                |                                |                                |  |  |                                |                                |                                |                                |                                |                                |  |  |                        |                        |                        |                        |                        |                        |  |  |                                |                                |                                |                                |                                |                                |  |  |                                        |                                        |                                        |                                        |                                        |                                        |  |  |                                |                                |                                |                                |                                |                                |  |  |                               |                               |                               |                               |                               |                               |  |  |                                          |                                 |                                 |                                 |                                 |                                 |  |  |                          |                          |                          |                          |                          |                          |  |  |                                 |                                 |                                 |                                 |                                 |                                 |  |  |  |  |  |  |  |  |  |  |  |  |  |  |  |  |  |  |  |  |  |  |  |  |  |  |  |  |  |  |  |  |  |  |  |  |  |  |  |  |  |  |  |  |  |  |  |  |  |  |  |  |  |  |
|                               |                               |                               |                               |                               |                               |  |  |                                |                                |                                |                                |                                |                                |  |  |                                |                                |                                |                                |                                |                                |  |  |                        |                        |                        |                        |                        |                        |  |  |                                |                                |                                |                                |                                |                                |  |  |                                        |                                        |                                        |                                        |                                        |                                        |  |  |                                |                                |                                |                                |                                |                                |  |  |                               |                               |                               |                               |                               |                               |  |  |                                          |                                 |                                 |                                 |                                 |                                 |  |  |                          |                          |                          |                          |                          |                          |  |  |                                 |                                 |                                 |                                 |                                 |                                 |  |  |  |  |  |  |  |  |  |  |  |  |  |  |  |  |  |  |  |  |  |  |  |  |  |  |  |  |  |  |  |  |  |  |  |  |  |  |  |  |  |  |  |  |  |  |  |  |  |  |  |  |  |  |
|                               |                               |                               |                               |                               |                               |  |  |                                |                                |                                |                                |                                |                                |  |  |                                |                                |                                |                                |                                |                                |  |  |                        |                        |                        |                        |                        |                        |  |  | Hùng Thắng                     | Hùng Thắng                     | Hùng Thắng                     | Hùng Thắng                     | Hùng Thắng                     | Hùng Thắng                     |  |  | Hùng Dương                             | Hùng Dương                             | Hùng Dương                             | Hùng Dương                             | Hùng Dương                             | Hùng Dương                             |  |  |                                |                                |                                |                                |                                |                                |  |  |                               |                               |                               |                               |                               |                               |  |  |                                          |                                 |                                 |                                 |                                 |                                 |  |  |                          |                          |                          |                          |                          |                          |  |  |                                 |                                 |                                 |                                 |                                 |                                 |  |  |  |  |  |  |  |  |  |  |  |  |  |  |  |  |  |  |  |  |  |  |  |  |  |  |  |  |  |  |  |  |  |  |  |  |  |  |  |  |  |  |  |  |  |  |  |  |  |  |  |  |  |  |
|                               |                               |                               |                               |                               |                               |  |  |                                |                                |                                |                                |                                |                                |  |  |                                |                                |                                |                                |                                |                                |  |  |                        |                        |                        |                        |                        |                        |  |  | Hùng Thắng                     | Hùng Thắng                     | Hùng Thắng                     | Hùng Thắng                     | Hùng Thắng                     | Hùng Thắng                     |  |  | Hùng Dương                             | Hùng Dương                             | Hùng Dương                             | Hùng Dương                             | Hùng Dương                             | Hùng Dương                             |  |  |                                |                                |                                |                                |                                |                                |  |  |                               |                               |                               |                               |                               |                               |  |  |                                          |                                 |                                 |                                 |                                 |                                 |  |  |                          |                          |                          |                          |                          |                          |  |  |                                 |                                 |                                 |                                 |                                 |                                 |  |  |  |  |  |  |  |  |  |  |  |  |  |  |  |  |  |  |  |  |  |  |  |  |  |  |  |  |  |  |  |  |  |  |  |  |  |  |  |  |  |  |  |  |  |  |  |  |  |  |  |  |  |  |
|                               |                               |                               |                               |                               |                               |  |  |                                |                                |                                |                                |                                |                                |  |  |                                |                                |                                |                                |                                |                                |  |  |                        |                        |                        |                        |                        |                        |  |  |                                |                                |                                |                                |                                |                                |  |  | Hùng Cừ                                |                                        |                                        |                                        |                                        |                                        |  |  |                                |                                |                                |                                |                                |                                |  |  |                               |                               |                               |                               |                               |                               |  |  |                                          |                                 |                                 |                                 |                                 |                                 |  |  |                          |                          |                          |                          |                          |                          |  |  |                                 |                                 |                                 |                                 |                                 |                                 |  |  |  |  |  |  |  |  |  |  |  |  |  |  |  |  |  |  |  |  |  |  |  |  |  |  |  |  |  |  |  |  |  |  |  |  |  |  |  |  |  |  |  |  |  |  |  |  |  |  |  |  |  |  |
|                               |                               |                               |                               |                               |                               |  |  |                                |                                |                                |                                |                                |                                |  |  |                                |                                |                                |                                |                                |                                |  |  |                        |                        |                        |                        |                        |                        |  |  |                                |                                |                                |                                |                                |                                |  |  |                                        |                                        |                                        |                                        |                                        |                                        |  |  |                                |                                |                                |                                |                                |                                |  |  |                               |                               |                               |                               |                               |                               |  |  |                                          |                                 |                                 |                                 |                                 |                                 |  |  |                          |                          |                          |                          |                          |                          |  |  |                                 |                                 |                                 |                                 |                                 |                                 |  |  |  |  |  |  |  |  |  |  |  |  |  |  |  |  |  |  |  |  |  |  |  |  |  |  |  |  |  |  |  |  |  |  |  |  |  |  |  |  |  |  |  |  |  |  |  |  |  |  |  |  |  |  |
|                               |                               |                               |                               |                               |                               |  |  |                                |                                |                                |                                |                                |                                |  |  |                                |                                |                                |                                |                                |                                |  |  |                        |                        |                        |                        |                        |                        |  |  |                                |                                |                                |                                |                                |                                |  |  | Hùng Khang                             |                                        |                                        |                                        |                                        |                                        |  |  |                                |                                |                                |                                |                                |                                |  |  |                               |                               |                               |                               |                               |                               |  |  |                                          |                                 |                                 |                                 |                                 |                                 |  |  |                          |                          |                          |                          |                          |                          |  |  |                                 |                                 |                                 |                                 |                                 |                                 |  |  |  |  |  |  |  |  |  |  |  |  |  |  |  |  |  |  |  |  |  |  |  |  |  |  |  |  |  |  |  |  |  |  |  |  |  |  |  |  |  |  |  |  |  |  |  |  |  |  |  |  |  |  |
|                               |                               |                               |                               |                               |                               |  |  |                                |                                |                                |                                |                                |                                |  |  |                                |                                |                                |                                |                                |                                |  |  |                        |                        |                        |                        |                        |                        |  |  |                                |                                |                                |                                |                                |                                |  |  |                                        |                                        |                                        |                                        |                                        |                                        |  |  |                                |                                |                                |                                |                                |                                |  |  |                               |                               |                               |                               |                               |                               |  |  |                                          |                                 |                                 |                                 |                                 |                                 |  |  |                          |                          |                          |                          |                          |                          |  |  |                                 |                                 |                                 |                                 |                                 |                                 |  |  |  |  |  |  |  |  |  |  |  |  |  |  |  |  |  |  |  |  |  |  |  |  |  |  |  |  |  |  |  |  |  |  |  |  |  |  |  |  |  |  |  |  |  |  |  |  |  |  |  |  |  |  |
|                               |                               |                               |                               |                               |                               |  |  |                                |                                |                                |                                |                                |                                |  |  |                                |                                |                                |                                |                                |                                |  |  |                        |                        |                        |                        |                        |                        |  |  |                                |                                |                                |                                |                                |                                |  |  |                                        |                                        |                                        |                                        |                                        |                                        |  |  |                                |                                |                                |                                |                                |                                |  |  |                               |                               |                               |                               |                               |                               |  |  |                                          |                                 |                                 |                                 |                                 |                                 |  |  |                          |                          |                          |                          |                          |                          |  |  |                                 |                                 |                                 |                                 |                                 |                                 |  |  |  |  |  |  |  |  |  |  |  |  |  |  |  |  |  |  |  |  |  |  |  |  |  |  |  |  |  |  |  |  |  |  |  |  |  |  |  |  |  |  |  |  |  |  |  |  |  |  |  |  |  |  |
|                               |                               |                               |                               |                               |                               |  |  |                                |                                |                                |                                |                                |                                |  |  |                                |                                |                                |                                |                                |                                |  |  |                        |                        |                        |                        |                        |                        |  |  | Hùng Chí Quỳ quốc              | Hùng Chí Quỳ quốc              | Hùng Chí Quỳ quốc              | Hùng Chí Quỳ quốc              | Hùng Chí Quỳ quốc              | Hùng Chí Quỳ quốc              |  |  | Sở Hùng Duyên                          | Sở Hùng Duyên                          | Sở Hùng Duyên                          | Sở Hùng Duyên                          | Sở Hùng Duyên                          | Sở Hùng Duyên                          |  |  |                                |                                |                                |                                |                                |                                |  |  |                               |                               |                               |                               |                               |                               |  |  |                                          |                                 |                                 |                                 |                                 |                                 |  |  |                          |                          |                          |                          |                          |                          |  |  |                                 |                                 |                                 |                                 |                                 |                                 |  |  |  |  |  |  |  |  |  |  |  |  |  |  |  |  |  |  |  |  |  |  |  |  |  |  |  |  |  |  |  |  |  |  |  |  |  |  |  |  |  |  |  |  |  |  |  |  |  |  |  |  |  |  |
|                               |                               |                               |                               |                               |                               |  |  |                                |                                |                                |                                |                                |                                |  |  |                                |                                |                                |                                |                                |                                |  |  |                        |                        |                        |                        |                        |                        |  |  | Hùng Chí Quỳ quốc              | Hùng Chí Quỳ quốc              | Hùng Chí Quỳ quốc              | Hùng Chí Quỳ quốc              | Hùng Chí Quỳ quốc              | Hùng Chí Quỳ quốc              |  |  | Sở Hùng Duyên                          | Sở Hùng Duyên                          | Sở Hùng Duyên                          | Sở Hùng Duyên                          | Sở Hùng Duyên                          | Sở Hùng Duyên                          |  |  |                                |                                |                                |                                |                                |                                |  |  |                               |                               |                               |                               |                               |                               |  |  |                                          |                                 |                                 |                                 |                                 |                                 |  |  |                          |                          |                          |                          |                          |                          |  |  |                                 |                                 |                                 |                                 |                                 |                                 |  |  |  |  |  |  |  |  |  |  |  |  |  |  |  |  |  |  |  |  |  |  |  |  |  |  |  |  |  |  |  |  |  |  |  |  |  |  |  |  |  |  |  |  |  |  |  |  |  |  |  |  |  |  |
|                               |                               |                               |                               |                               |                               |  |  |                                |                                |                                |                                |                                |                                |  |  |                                |                                |                                |                                |                                |                                |  |  |                        |                        |                        |                        |                        |                        |  |  |                                |                                |                                |                                |                                |                                |  |  |                                        |                                        |                                        |                                        |                                        |                                        |  |  |                                |                                |                                |                                |                                |                                |  |  |                               |                               |                               |                               |                               |                               |  |  |                                          |                                 |                                 |                                 |                                 |                                 |  |  |                          |                          |                          |                          |                          |                          |  |  |                                 |                                 |                                 |                                 |                                 |                                 |  |  |  |  |  |  |  |  |  |  |  |  |  |  |  |  |  |  |  |  |  |  |  |  |  |  |  |  |  |  |  |  |  |  |  |  |  |  |  |  |  |  |  |  |  |  |  |  |  |  |  |  |  |  |
|                               |                               |                               |                               |                               |                               |  |  |                                |                                |                                |                                |                                |                                |  |  |                                |                                |                                |                                |                                |                                |  |  |                        |                        |                        |                        |                        |                        |  |  | Hùng Dũng ?-847 TCN - 838 TCN  | Hùng Dũng ?-847 TCN - 838 TCN  | Hùng Dũng ?-847 TCN - 838 TCN  | Hùng Dũng ?-847 TCN - 838 TCN  | Hùng Dũng ?-847 TCN - 838 TCN  | Hùng Dũng ?-847 TCN - 838 TCN  |  |  | Hùng Nghiêm ?-838 TCN - 828 TCN        | Hùng Nghiêm ?-838 TCN - 828 TCN        | Hùng Nghiêm ?-838 TCN - 828 TCN        | Hùng Nghiêm ?-838 TCN - 828 TCN        | Hùng Nghiêm ?-838 TCN - 828 TCN        | Hùng Nghiêm ?-838 TCN - 828 TCN        |  |  |                                |                                |                                |                                |                                |                                |  |  |                               |                               |                               |                               |                               |                               |  |  |                                          |                                 |                                 |                                 |                                 |                                 |  |  |                          |                          |                          |                          |                          |                          |  |  |                                 |                                 |                                 |                                 |                                 |                                 |  |  |  |  |  |  |  |  |  |  |  |  |  |  |  |  |  |  |  |  |  |  |  |  |  |  |  |  |  |  |  |  |  |  |  |  |  |  |  |  |  |  |  |  |  |  |  |  |  |  |  |  |  |  |
|                               |                               |                               |                               |                               |                               |  |  |                                |                                |                                |                                |                                |                                |  |  |                                |                                |                                |                                |                                |                                |  |  |                        |                        |                        |                        |                        |                        |  |  | Hùng Dũng ?-847 TCN - 838 TCN  | Hùng Dũng ?-847 TCN - 838 TCN  | Hùng Dũng ?-847 TCN - 838 TCN  | Hùng Dũng ?-847 TCN - 838 TCN  | Hùng Dũng ?-847 TCN - 838 TCN  | Hùng Dũng ?-847 TCN - 838 TCN  |  |  | Hùng Nghiêm ?-838 TCN - 828 TCN        | Hùng Nghiêm ?-838 TCN - 828 TCN        | Hùng Nghiêm ?-838 TCN - 828 TCN        | Hùng Nghiêm ?-838 TCN - 828 TCN        | Hùng Nghiêm ?-838 TCN - 828 TCN        | Hùng Nghiêm ?-838 TCN - 828 TCN        |  |  |                                |                                |                                |                                |                                |                                |  |  |                               |                               |                               |                               |                               |                               |  |  |                                          |                                 |                                 |                                 |                                 |                                 |  |  |                          |                          |                          |                          |                          |                          |  |  |                                 |                                 |                                 |                                 |                                 |                                 |  |  |  |  |  |  |  |  |  |  |  |  |  |  |  |  |  |  |  |  |  |  |  |  |  |  |  |  |  |  |  |  |  |  |  |  |  |  |  |  |  |  |  |  |  |  |  |  |  |  |  |  |  |  |
|                               |                               |                               |                               |                               |                               |  |  |                                |                                |                                |                                |                                |                                |  |  |                                |                                |                                |                                |                                |                                |  |  |                        |                        |                        |                        |                        |                        |  |  |                                |                                |                                |                                |                                |                                |  |  |                                        |                                        |                                        |                                        |                                        |                                        |  |  |                                |                                |                                |                                |                                |                                |  |  |                               |                               |                               |                               |                               |                               |  |  |                                          |                                 |                                 |                                 |                                 |                                 |  |  |                          |                          |                          |                          |                          |                          |  |  |                                 |                                 |                                 |                                 |                                 |                                 |  |  |  |  |  |  |  |  |  |  |  |  |  |  |  |  |  |  |  |  |  |  |  |  |  |  |  |  |  |  |  |  |  |  |  |  |  |  |  |  |  |  |  |  |  |  |  |  |  |  |  |  |  |  |
|                               |                               |                               |                               |                               |                               |  |  |                                |                                |                                |                                |                                |                                |  |  | Hùng Sương ?-828 TCN - 822 TCN | Hùng Sương ?-828 TCN - 822 TCN | Hùng Sương ?-828 TCN - 822 TCN | Hùng Sương ?-828 TCN - 822 TCN | Hùng Sương ?-828 TCN - 822 TCN | Hùng Sương ?-828 TCN - 822 TCN |  |  | Trọng Tuyết ?- 822 TCN | Trọng Tuyết ?- 822 TCN | Trọng Tuyết ?- 822 TCN | Trọng Tuyết ?- 822 TCN | Trọng Tuyết ?- 822 TCN | Trọng Tuyết ?- 822 TCN |  |  | Thúc Kham                      | Thúc Kham                      | Thúc Kham                      | Thúc Kham                      | Thúc Kham                      | Thúc Kham                      |  |  | Hùng Tuấn ?-822 TCN - 800 TCN          | Hùng Tuấn ?-822 TCN - 800 TCN          | Hùng Tuấn ?-822 TCN - 800 TCN          | Hùng Tuấn ?-822 TCN - 800 TCN          | Hùng Tuấn ?-822 TCN - 800 TCN          | Hùng Tuấn ?-822 TCN - 800 TCN          |  |  |                                |                                |                                |                                |                                |                                |  |  |                               |                               |                               |                               |                               |                               |  |  |                                          |                                 |                                 |                                 |                                 |                                 |  |  |                          |                          |                          |                          |                          |                          |  |  |                                 |                                 |                                 |                                 |                                 |                                 |  |  |  |  |  |  |  |  |  |  |  |  |  |  |  |  |  |  |  |  |  |  |  |  |  |  |  |  |  |  |  |  |  |  |  |  |  |  |  |  |  |  |  |  |  |  |  |  |  |  |  |  |  |  |
|                               |                               |                               |                               |                               |                               |  |  |                                |                                |                                |                                |                                |                                |  |  | Hùng Sương ?-828 TCN - 822 TCN | Hùng Sương ?-828 TCN - 822 TCN | Hùng Sương ?-828 TCN - 822 TCN | Hùng Sương ?-828 TCN - 822 TCN | Hùng Sương ?-828 TCN - 822 TCN | Hùng Sương ?-828 TCN - 822 TCN |  |  | Trọng Tuyết ?- 822 TCN | Trọng Tuyết ?- 822 TCN | Trọng Tuyết ?- 822 TCN | Trọng Tuyết ?- 822 TCN | Trọng Tuyết ?- 822 TCN | Trọng Tuyết ?- 822 TCN |  |  | Thúc Kham                      | Thúc Kham                      | Thúc Kham                      | Thúc Kham                      | Thúc Kham                      | Thúc Kham                      |  |  | Hùng Tuấn ?-822 TCN - 800 TCN          | Hùng Tuấn ?-822 TCN - 800 TCN          | Hùng Tuấn ?-822 TCN - 800 TCN          | Hùng Tuấn ?-822 TCN - 800 TCN          | Hùng Tuấn ?-822 TCN - 800 TCN          | Hùng Tuấn ?-822 TCN - 800 TCN          |  |  |                                |                                |                                |                                |                                |                                |  |  |                               |                               |                               |                               |                               |                               |  |  |                                          |                                 |                                 |                                 |                                 |                                 |  |  |                          |                          |                          |                          |                          |                          |  |  |                                 |                                 |                                 |                                 |                                 |                                 |  |  |  |  |  |  |  |  |  |  |  |  |  |  |  |  |  |  |  |  |  |  |  |  |  |  |  |  |  |  |  |  |  |  |  |  |  |  |  |  |  |  |  |  |  |  |  |  |  |  |  |  |  |  |
|                               |                               |                               |                               |                               |                               |  |  |                                |                                |                                |                                |                                |                                |  |  |                                |                                |                                |                                |                                |                                |  |  |                        |                        |                        |                        |                        |                        |  |  |                                |                                |                                |                                |                                |                                |  |  |                                        |                                        |                                        |                                        |                                        |                                        |  |  |                                |                                |                                |                                |                                |                                |  |  |                               |                               |                               |                               |                               |                               |  |  |                                          |                                 |                                 |                                 |                                 |                                 |  |  |                          |                          |                          |                          |                          |                          |  |  |                                 |                                 |                                 |                                 |                                 |                                 |  |  |  |  |  |  |  |  |  |  |  |  |  |  |  |  |  |  |  |  |  |  |  |  |  |  |  |  |  |  |  |  |  |  |  |  |  |  |  |  |  |  |  |  |  |  |  |  |  |  |  |  |  |  |
|                               |                               |                               |                               |                               |                               |  |  |                                |                                |                                |                                |                                |                                |  |  |                                |                                |                                |                                |                                |                                |  |  |                        |                        |                        |                        |                        |                        |  |  | Hùng Ngạc ?-800 TCN - 791 TCN  | Hùng Ngạc ?-800 TCN - 791 TCN  | Hùng Ngạc ?-800 TCN - 791 TCN  | Hùng Ngạc ?-800 TCN - 791 TCN  | Hùng Ngạc ?-800 TCN - 791 TCN  | Hùng Ngạc ?-800 TCN - 791 TCN  |  |  | Nhược Ngao ?-791 TCN - 764 TCN         | Nhược Ngao ?-791 TCN - 764 TCN         | Nhược Ngao ?-791 TCN - 764 TCN         | Nhược Ngao ?-791 TCN - 764 TCN         | Nhược Ngao ?-791 TCN - 764 TCN         | Nhược Ngao ?-791 TCN - 764 TCN         |  |  |                                |                                |                                |                                |                                |                                |  |  |                               |                               |                               |                               |                               |                               |  |  |                                          |                                 |                                 |                                 |                                 |                                 |  |  |                          |                          |                          |                          |                          |                          |  |  |                                 |                                 |                                 |                                 |                                 |                                 |  |  |  |  |  |  |  |  |  |  |  |  |  |  |  |  |  |  |  |  |  |  |  |  |  |  |  |  |  |  |  |  |  |  |  |  |  |  |  |  |  |  |  |  |  |  |  |  |  |  |  |  |  |  |
|                               |                               |                               |                               |                               |                               |  |  |                                |                                |                                |                                |                                |                                |  |  |                                |                                |                                |                                |                                |                                |  |  |                        |                        |                        |                        |                        |                        |  |  | Hùng Ngạc ?-800 TCN - 791 TCN  | Hùng Ngạc ?-800 TCN - 791 TCN  | Hùng Ngạc ?-800 TCN - 791 TCN  | Hùng Ngạc ?-800 TCN - 791 TCN  | Hùng Ngạc ?-800 TCN - 791 TCN  | Hùng Ngạc ?-800 TCN - 791 TCN  |  |  | Nhược Ngao ?-791 TCN - 764 TCN         | Nhược Ngao ?-791 TCN - 764 TCN         | Nhược Ngao ?-791 TCN - 764 TCN         | Nhược Ngao ?-791 TCN - 764 TCN         | Nhược Ngao ?-791 TCN - 764 TCN         | Nhược Ngao ?-791 TCN - 764 TCN         |  |  |                                |                                |                                |                                |                                |                                |  |  |                               |                               |                               |                               |                               |                               |  |  |                                          |                                 |                                 |                                 |                                 |                                 |  |  |                          |                          |                          |                          |                          |                          |  |  |                                 |                                 |                                 |                                 |                                 |                                 |  |  |  |  |  |  |  |  |  |  |  |  |  |  |  |  |  |  |  |  |  |  |  |  |  |  |  |  |  |  |  |  |  |  |  |  |  |  |  |  |  |  |  |  |  |  |  |  |  |  |  |  |  |  |
|                               |                               |                               |                               |                               |                               |  |  |                                |                                |                                |                                |                                |                                |  |  |                                |                                |                                |                                |                                |                                |  |  |                        |                        |                        |                        |                        |                        |  |  |                                |                                |                                |                                |                                |                                |  |  | Lệ vương ?-764 TCN - 758 TCN           |                                        |                                        |                                        |                                        |                                        |  |  |                                |                                |                                |                                |                                |                                |  |  |                               |                               |                               |                               |                               |                               |  |  |                                          |                                 |                                 |                                 |                                 |                                 |  |  |                          |                          |                          |                          |                          |                          |  |  |                                 |                                 |                                 |                                 |                                 |                                 |  |  |  |  |  |  |  |  |  |  |  |  |  |  |  |  |  |  |  |  |  |  |  |  |  |  |  |  |  |  |  |  |  |  |  |  |  |  |  |  |  |  |  |  |  |  |  |  |  |  |  |  |  |  |
|                               |                               |                               |                               |                               |                               |  |  |                                |                                |                                |                                |                                |                                |  |  |                                |                                |                                |                                |                                |                                |  |  |                        |                        |                        |                        |                        |                        |  |  |                                |                                |                                |                                |                                |                                |  |  |                                        |                                        |                                        |                                        |                                        |                                        |  |  |                                |                                |                                |                                |                                |                                |  |  |                               |                               |                               |                               |                               |                               |  |  |                                          |                                 |                                 |                                 |                                 |                                 |  |  |                          |                          |                          |                          |                          |                          |  |  |                                 |                                 |                                 |                                 |                                 |                                 |  |  |  |  |  |  |  |  |  |  |  |  |  |  |  |  |  |  |  |  |  |  |  |  |  |  |  |  |  |  |  |  |  |  |  |  |  |  |  |  |  |  |  |  |  |  |  |  |  |  |  |  |  |  |
|                               |                               |                               |                               |                               |                               |  |  |                                |                                |                                |                                |                                |                                |  |  |                                |                                |                                |                                |                                |                                |  |  |                        |                        |                        |                        |                        |                        |  |  |                                |                                |                                |                                |                                |                                |  |  | Tiêu Ngao ?-758 TCN - 741 TCN          |                                        |                                        |                                        |                                        |                                        |  |  |                                |                                |                                |                                |                                |                                |  |  |                               |                               |                               |                               |                               |                               |  |  |                                          |                                 |                                 |                                 |                                 |                                 |  |  |                          |                          |                          |                          |                          |                          |  |  |                                 |                                 |                                 |                                 |                                 |                                 |  |  |  |  |  |  |  |  |  |  |  |  |  |  |  |  |  |  |  |  |  |  |  |  |  |  |  |  |  |  |  |  |  |  |  |  |  |  |  |  |  |  |  |  |  |  |  |  |  |  |  |  |  |  |
|                               |                               |                               |                               |                               |                               |  |  |                                |                                |                                |                                |                                |                                |  |  |                                |                                |                                |                                |                                |                                |  |  |                        |                        |                        |                        |                        |                        |  |  |                                |                                |                                |                                |                                |                                |  |  |                                        |                                        |                                        |                                        |                                        |                                        |  |  |                                |                                |                                |                                |                                |                                |  |  |                               |                               |                               |                               |                               |                               |  |  |                                          |                                 |                                 |                                 |                                 |                                 |  |  |                          |                          |                          |                          |                          |                          |  |  |                                 |                                 |                                 |                                 |                                 |                                 |  |  |  |  |  |  |  |  |  |  |  |  |  |  |  |  |  |  |  |  |  |  |  |  |  |  |  |  |  |  |  |  |  |  |  |  |  |  |  |  |  |  |  |  |  |  |  |  |  |  |  |  |  |  |
|                               |                               |                               |                               |                               |                               |  |  |                                |                                |                                |                                |                                |                                |  |  |                                |                                |                                |                                |                                |                                |  |  |                        |                        |                        |                        |                        |                        |  |  |                                |                                |                                |                                |                                |                                |  |  | Vũ vương ?-741 TCN - 690 TCN           |                                        |                                        |                                        |                                        |                                        |  |  |                                |                                |                                |                                |                                |                                |  |  |                               |                               |                               |                               |                               |                               |  |  |                                          |                                 |                                 |                                 |                                 |                                 |  |  |                          |                          |                          |                          |                          |                          |  |  |                                 |                                 |                                 |                                 |                                 |                                 |  |  |  |  |  |  |  |  |  |  |  |  |  |  |  |  |  |  |  |  |  |  |  |  |  |  |  |  |  |  |  |  |  |  |  |  |  |  |  |  |  |  |  |  |  |  |  |  |  |  |  |  |  |  |
|                               |                               |                               |                               |                               |                               |  |  |                                |                                |                                |                                |                                |                                |  |  |                                |                                |                                |                                |                                |                                |  |  |                        |                        |                        |                        |                        |                        |  |  |                                |                                |                                |                                |                                |                                |  |  |                                        |                                        |                                        |                                        |                                        |                                        |  |  |                                |                                |                                |                                |                                |                                |  |  |                               |                               |                               |                               |                               |                               |  |  |                                          |                                 |                                 |                                 |                                 |                                 |  |  |                          |                          |                          |                          |                          |                          |  |  |                                 |                                 |                                 |                                 |                                 |                                 |  |  |  |  |  |  |  |  |  |  |  |  |  |  |  |  |  |  |  |  |  |  |  |  |  |  |  |  |  |  |  |  |  |  |  |  |  |  |  |  |  |  |  |  |  |  |  |  |  |  |  |  |  |  |
|                               |                               |                               |                               |                               |                               |  |  |                                |                                |                                |                                |                                |                                |  |  |                                |                                |                                |                                |                                |                                |  |  |                        |                        |                        |                        |                        |                        |  |  |                                |                                |                                |                                |                                |                                |  |  |                                        |                                        |                                        |                                        |                                        |                                        |  |  |                                |                                |                                |                                |                                |                                |  |  |                               |                               |                               |                               |                               |                               |  |  |                                          |                                 |                                 |                                 |                                 |                                 |  |  |                          |                          |                          |                          |                          |                          |  |  |                                 |                                 |                                 |                                 |                                 |                                 |  |  |  |  |  |  |  |  |  |  |  |  |  |  |  |  |  |  |  |  |  |  |  |  |  |  |  |  |  |  |  |  |  |  |  |  |  |  |  |  |  |  |  |  |  |  |  |  |  |  |  |  |  |  |
|                               |                               |                               |                               |                               |                               |  |  |                                |                                |                                |                                |                                |                                |  |  |                                |                                |                                |                                |                                |                                |  |  |                        |                        |                        |                        |                        |                        |  |  |                                |                                |                                |                                |                                |                                |  |  | Văn vương ?-690 TCN - 675 TCN          | Văn vương ?-690 TCN - 675 TCN          | Văn vương ?-690 TCN - 675 TCN          | Văn vương ?-690 TCN - 675 TCN          | Văn vương ?-690 TCN - 675 TCN          | Văn vương ?-690 TCN - 675 TCN          |  |  | Vương tử Thiện                 | Vương tử Thiện                 | Vương tử Thiện                 | Vương tử Thiện                 | Vương tử Thiện                 | Vương tử Thiện                 |  |  |                               |                               |                               |                               |                               |                               |  |  |                                          |                                 |                                 |                                 |                                 |                                 |  |  |                          |                          |                          |                          |                          |                          |  |  |                                 |                                 |                                 |                                 |                                 |                                 |  |  |  |  |  |  |  |  |  |  |  |  |  |  |  |  |  |  |  |  |  |  |  |  |  |  |  |  |  |  |  |  |  |  |  |  |  |  |  |  |  |  |  |  |  |  |  |  |  |  |  |  |  |  |
|                               |                               |                               |                               |                               |                               |  |  |                                |                                |                                |                                |                                |                                |  |  |                                |                                |                                |                                |                                |                                |  |  |                        |                        |                        |                        |                        |                        |  |  |                                |                                |                                |                                |                                |                                |  |  | Văn vương ?-690 TCN - 675 TCN          | Văn vương ?-690 TCN - 675 TCN          | Văn vương ?-690 TCN - 675 TCN          | Văn vương ?-690 TCN - 675 TCN          | Văn vương ?-690 TCN - 675 TCN          | Văn vương ?-690 TCN - 675 TCN          |  |  | Vương tử Thiện                 | Vương tử Thiện                 | Vương tử Thiện                 | Vương tử Thiện                 | Vương tử Thiện                 | Vương tử Thiện                 |  |  |                               |                               |                               |                               |                               |                               |  |  |                                          |                                 |                                 |                                 |                                 |                                 |  |  |                          |                          |                          |                          |                          |                          |  |  |                                 |                                 |                                 |                                 |                                 |                                 |  |  |  |  |  |  |  |  |  |  |  |  |  |  |  |  |  |  |  |  |  |  |  |  |  |  |  |  |  |  |  |  |  |  |  |  |  |  |  |  |  |  |  |  |  |  |  |  |  |  |  |  |  |  |
|                               |                               |                               |                               |                               |                               |  |  |                                |                                |                                |                                |                                |                                |  |  |                                |                                |                                |                                |                                |                                |  |  |                        |                        |                        |                        |                        |                        |  |  |                                |                                |                                |                                |                                |                                |  |  |                                        |                                        |                                        |                                        |                                        |                                        |  |  |                                |                                |                                |                                |                                |                                |  |  |                               |                               |                               |                               |                               |                               |  |  |                                          |                                 |                                 |                                 |                                 |                                 |  |  |                          |                          |                          |                          |                          |                          |  |  |                                 |                                 |                                 |                                 |                                 |                                 |  |  |  |  |  |  |  |  |  |  |  |  |  |  |  |  |  |  |  |  |  |  |  |  |  |  |  |  |  |  |  |  |  |  |  |  |  |  |  |  |  |  |  |  |  |  |  |  |  |  |  |  |  |  |
|                               |                               |                               |                               |                               |                               |  |  |                                |                                |                                |                                |                                |                                |  |  |                                |                                |                                |                                |                                |                                |  |  |                        |                        |                        |                        |                        |                        |  |  | Đổ Ngao ?-675 TCN - 672 TCN    | Đổ Ngao ?-675 TCN - 672 TCN    | Đổ Ngao ?-675 TCN - 672 TCN    | Đổ Ngao ?-675 TCN - 672 TCN    | Đổ Ngao ?-675 TCN - 672 TCN    | Đổ Ngao ?-675 TCN - 672 TCN    |  |  | Thành vương ?-672 TCN - 626 TCN        | Thành vương ?-672 TCN - 626 TCN        | Thành vương ?-672 TCN - 626 TCN        | Thành vương ?-672 TCN - 626 TCN        | Thành vương ?-672 TCN - 626 TCN        | Thành vương ?-672 TCN - 626 TCN        |  |  | Vương tôn Khải                 | Vương tôn Khải                 | Vương tôn Khải                 | Vương tôn Khải                 | Vương tôn Khải                 | Vương tôn Khải                 |  |  |                               |                               |                               |                               |                               |                               |  |  |                                          |                                 |                                 |                                 |                                 |                                 |  |  |                          |                          |                          |                          |                          |                          |  |  |                                 |                                 |                                 |                                 |                                 |                                 |  |  |  |  |  |  |  |  |  |  |  |  |  |  |  |  |  |  |  |  |  |  |  |  |  |  |  |  |  |  |  |  |  |  |  |  |  |  |  |  |  |  |  |  |  |  |  |  |  |  |  |  |  |  |
|                               |                               |                               |                               |                               |                               |  |  |                                |                                |                                |                                |                                |                                |  |  |                                |                                |                                |                                |                                |                                |  |  |                        |                        |                        |                        |                        |                        |  |  | Đổ Ngao ?-675 TCN - 672 TCN    | Đổ Ngao ?-675 TCN - 672 TCN    | Đổ Ngao ?-675 TCN - 672 TCN    | Đổ Ngao ?-675 TCN - 672 TCN    | Đổ Ngao ?-675 TCN - 672 TCN    | Đổ Ngao ?-675 TCN - 672 TCN    |  |  | Thành vương ?-672 TCN - 626 TCN        | Thành vương ?-672 TCN - 626 TCN        | Thành vương ?-672 TCN - 626 TCN        | Thành vương ?-672 TCN - 626 TCN        | Thành vương ?-672 TCN - 626 TCN        | Thành vương ?-672 TCN - 626 TCN        |  |  | Vương tôn Khải                 | Vương tôn Khải                 | Vương tôn Khải                 | Vương tôn Khải                 | Vương tôn Khải                 | Vương tôn Khải                 |  |  |                               |                               |                               |                               |                               |                               |  |  |                                          |                                 |                                 |                                 |                                 |                                 |  |  |                          |                          |                          |                          |                          |                          |  |  |                                 |                                 |                                 |                                 |                                 |                                 |  |  |  |  |  |  |  |  |  |  |  |  |  |  |  |  |  |  |  |  |  |  |  |  |  |  |  |  |  |  |  |  |  |  |  |  |  |  |  |  |  |  |  |  |  |  |  |  |  |  |  |  |  |  |
|                               |                               |                               |                               |                               |                               |  |  |                                |                                |                                |                                |                                |                                |  |  |                                |                                |                                |                                |                                |                                |  |  |                        |                        |                        |                        |                        |                        |  |  |                                |                                |                                |                                |                                |                                |  |  |                                        |                                        |                                        |                                        |                                        |                                        |  |  |                                |                                |                                |                                |                                |                                |  |  |                               |                               |                               |                               |                               |                               |  |  |                                          |                                 |                                 |                                 |                                 |                                 |  |  |                          |                          |                          |                          |                          |                          |  |  |                                 |                                 |                                 |                                 |                                 |                                 |  |  |  |  |  |  |  |  |  |  |  |  |  |  |  |  |  |  |  |  |  |  |  |  |  |  |  |  |  |  |  |  |  |  |  |  |  |  |  |  |  |  |  |  |  |  |  |  |  |  |  |  |  |  |
|                               |                               |                               |                               |                               |                               |  |  |                                |                                |                                |                                |                                |                                |  |  |                                |                                |                                |                                |                                |                                |  |  |                        |                        |                        |                        |                        |                        |  |  |                                |                                |                                |                                |                                |                                |  |  | Mục vương ?-626 TCN - 614 TCN          | Mục vương ?-626 TCN - 614 TCN          | Mục vương ?-626 TCN - 614 TCN          | Mục vương ?-626 TCN - 614 TCN          | Mục vương ?-626 TCN - 614 TCN          | Mục vương ?-626 TCN - 614 TCN          |  |  | Vương tử Chức                  | Vương tử Chức                  | Vương tử Chức                  | Vương tử Chức                  | Vương tử Chức                  | Vương tử Chức                  |  |  |                               |                               |                               |                               |                               |                               |  |  |                                          |                                 |                                 |                                 |                                 |                                 |  |  |                          |                          |                          |                          |                          |                          |  |  |                                 |                                 |                                 |                                 |                                 |                                 |  |  |  |  |  |  |  |  |  |  |  |  |  |  |  |  |  |  |  |  |  |  |  |  |  |  |  |  |  |  |  |  |  |  |  |  |  |  |  |  |  |  |  |  |  |  |  |  |  |  |  |  |  |  |
|                               |                               |                               |                               |                               |                               |  |  |                                |                                |                                |                                |                                |                                |  |  |                                |                                |                                |                                |                                |                                |  |  |                        |                        |                        |                        |                        |                        |  |  |                                |                                |                                |                                |                                |                                |  |  | Mục vương ?-626 TCN - 614 TCN          | Mục vương ?-626 TCN - 614 TCN          | Mục vương ?-626 TCN - 614 TCN          | Mục vương ?-626 TCN - 614 TCN          | Mục vương ?-626 TCN - 614 TCN          | Mục vương ?-626 TCN - 614 TCN          |  |  | Vương tử Chức                  | Vương tử Chức                  | Vương tử Chức                  | Vương tử Chức                  | Vương tử Chức                  | Vương tử Chức                  |  |  |                               |                               |                               |                               |                               |                               |  |  |                                          |                                 |                                 |                                 |                                 |                                 |  |  |                          |                          |                          |                          |                          |                          |  |  |                                 |                                 |                                 |                                 |                                 |                                 |  |  |  |  |  |  |  |  |  |  |  |  |  |  |  |  |  |  |  |  |  |  |  |  |  |  |  |  |  |  |  |  |  |  |  |  |  |  |  |  |  |  |  |  |  |  |  |  |  |  |  |  |  |  |
|                               |                               |                               |                               |                               |                               |  |  |                                |                                |                                |                                |                                |                                |  |  |                                |                                |                                |                                |                                |                                |  |  |                        |                        |                        |                        |                        |                        |  |  |                                |                                |                                |                                |                                |                                |  |  |                                        |                                        |                                        |                                        |                                        |                                        |  |  |                                |                                |                                |                                |                                |                                |  |  |                               |                               |                               |                               |                               |                               |  |  |                                          |                                 |                                 |                                 |                                 |                                 |  |  |                          |                          |                          |                          |                          |                          |  |  |                                 |                                 |                                 |                                 |                                 |                                 |  |  |  |  |  |  |  |  |  |  |  |  |  |  |  |  |  |  |  |  |  |  |  |  |  |  |  |  |  |  |  |  |  |  |  |  |  |  |  |  |  |  |  |  |  |  |  |  |  |  |  |  |  |  |
|                               |                               |                               |                               |                               |                               |  |  |                                |                                |                                |                                |                                |                                |  |  |                                |                                |                                |                                |                                |                                |  |  |                        |                        |                        |                        |                        |                        |  |  |                                |                                |                                |                                |                                |                                |  |  | Trang vương ?-614 TCN - 591 TCN        | Trang vương ?-614 TCN - 591 TCN        | Trang vương ?-614 TCN - 591 TCN        | Trang vương ?-614 TCN - 591 TCN        | Trang vương ?-614 TCN - 591 TCN        | Trang vương ?-614 TCN - 591 TCN        |  |  | Công tử Anh Tề                 | Công tử Anh Tề                 | Công tử Anh Tề                 | Công tử Anh Tề                 | Công tử Anh Tề                 | Công tử Anh Tề                 |  |  | Công tử Nhâm Phu              | Công tử Nhâm Phu              | Công tử Nhâm Phu              | Công tử Nhâm Phu              | Công tử Nhâm Phu              | Công tử Nhâm Phu              |  |  | Thẩm Doãn Tử Kinh Thẩm Doãn thị          | Thẩm Doãn Tử Kinh Thẩm Doãn thị | Thẩm Doãn Tử Kinh Thẩm Doãn thị | Thẩm Doãn Tử Kinh Thẩm Doãn thị | Thẩm Doãn Tử Kinh Thẩm Doãn thị | Thẩm Doãn Tử Kinh Thẩm Doãn thị |  |  | Vương tử Dương Dương thị | Vương tử Dương Dương thị | Vương tử Dương Dương thị | Vương tử Dương Dương thị | Vương tử Dương Dương thị | Vương tử Dương Dương thị |  |  |                                 |                                 |                                 |                                 |                                 |                                 |  |  |  |  |  |  |  |  |  |  |  |  |  |  |  |  |  |  |  |  |  |  |  |  |  |  |  |  |  |  |  |  |  |  |  |  |  |  |  |  |  |  |  |  |  |  |  |  |  |  |  |  |  |  |
|                               |                               |                               |                               |                               |                               |  |  |                                |                                |                                |                                |                                |                                |  |  |                                |                                |                                |                                |                                |                                |  |  |                        |                        |                        |                        |                        |                        |  |  |                                |                                |                                |                                |                                |                                |  |  | Trang vương ?-614 TCN - 591 TCN        | Trang vương ?-614 TCN - 591 TCN        | Trang vương ?-614 TCN - 591 TCN        | Trang vương ?-614 TCN - 591 TCN        | Trang vương ?-614 TCN - 591 TCN        | Trang vương ?-614 TCN - 591 TCN        |  |  | Công tử Anh Tề                 | Công tử Anh Tề                 | Công tử Anh Tề                 | Công tử Anh Tề                 | Công tử Anh Tề                 | Công tử Anh Tề                 |  |  | Công tử Nhâm Phu              | Công tử Nhâm Phu              | Công tử Nhâm Phu              | Công tử Nhâm Phu              | Công tử Nhâm Phu              | Công tử Nhâm Phu              |  |  | Thẩm Doãn Tử Kinh Thẩm Doãn thị          | Thẩm Doãn Tử Kinh Thẩm Doãn thị | Thẩm Doãn Tử Kinh Thẩm Doãn thị | Thẩm Doãn Tử Kinh Thẩm Doãn thị | Thẩm Doãn Tử Kinh Thẩm Doãn thị | Thẩm Doãn Tử Kinh Thẩm Doãn thị |  |  | Vương tử Dương Dương thị | Vương tử Dương Dương thị | Vương tử Dương Dương thị | Vương tử Dương Dương thị | Vương tử Dương Dương thị | Vương tử Dương Dương thị |  |  |                                 |                                 |                                 |                                 |                                 |                                 |  |  |  |  |  |  |  |  |  |  |  |  |  |  |  |  |  |  |  |  |  |  |  |  |  |  |  |  |  |  |  |  |  |  |  |  |  |  |  |  |  |  |  |  |  |  |  |  |  |  |  |  |  |  |
|                               |                               |                               |                               |                               |                               |  |  |                                |                                |                                |                                |                                |                                |  |  |                                |                                |                                |                                |                                |                                |  |  |                        |                        |                        |                        |                        |                        |  |  |                                |                                |                                |                                |                                |                                |  |  |                                        |                                        |                                        |                                        |                                        |                                        |  |  |                                |                                |                                |                                |                                |                                |  |  |                               |                               |                               |                               |                               |                               |  |  |                                          |                                 |                                 |                                 |                                 |                                 |  |  |                          |                          |                          |                          |                          |                          |  |  |                                 |                                 |                                 |                                 |                                 |                                 |  |  |  |  |  |  |  |  |  |  |  |  |  |  |  |  |  |  |  |  |  |  |  |  |  |  |  |  |  |  |  |  |  |  |  |  |  |  |  |  |  |  |  |  |  |  |  |  |  |  |  |  |  |  |
|                               |                               |                               |                               |                               |                               |  |  |                                |                                |                                |                                |                                |                                |  |  |                                |                                |                                |                                |                                |                                |  |  |                        |                        |                        |                        |                        |                        |  |  |                                |                                |                                |                                |                                |                                |  |  | Cung vương 600 TCN -591 TCN - 560 TCN  | Cung vương 600 TCN -591 TCN - 560 TCN  | Cung vương 600 TCN -591 TCN - 560 TCN  | Cung vương 600 TCN -591 TCN - 560 TCN  | Cung vương 600 TCN -591 TCN - 560 TCN  | Cung vương 600 TCN -591 TCN - 560 TCN  |  |  | Vương tử Cốc Thần              | Vương tử Cốc Thần              | Vương tử Cốc Thần              | Vương tử Cốc Thần              | Vương tử Cốc Thần              | Vương tử Cốc Thần              |  |  | Vương tử Trinh Nang thị       | Vương tử Trinh Nang thị       | Vương tử Trinh Nang thị       | Vương tử Trinh Nang thị       | Vương tử Trinh Nang thị       | Vương tử Trinh Nang thị       |  |  | Công tử Ngọ                              | Công tử Ngọ                     | Công tử Ngọ                     | Công tử Ngọ                     | Công tử Ngọ                     | Công tử Ngọ                     |  |  | Công tử Truy Thư         | Công tử Truy Thư         | Công tử Truy Thư         | Công tử Truy Thư         | Công tử Truy Thư         | Công tử Truy Thư         |  |  |                                 |                                 |                                 |                                 |                                 |                                 |  |  |  |  |  |  |  |  |  |  |  |  |  |  |  |  |  |  |  |  |  |  |  |  |  |  |  |  |  |  |  |  |  |  |  |  |  |  |  |  |  |  |  |  |  |  |  |  |  |  |  |  |  |  |
|                               |                               |                               |                               |                               |                               |  |  |                                |                                |                                |                                |                                |                                |  |  |                                |                                |                                |                                |                                |                                |  |  |                        |                        |                        |                        |                        |                        |  |  |                                |                                |                                |                                |                                |                                |  |  | Cung vương 600 TCN -591 TCN - 560 TCN  | Cung vương 600 TCN -591 TCN - 560 TCN  | Cung vương 600 TCN -591 TCN - 560 TCN  | Cung vương 600 TCN -591 TCN - 560 TCN  | Cung vương 600 TCN -591 TCN - 560 TCN  | Cung vương 600 TCN -591 TCN - 560 TCN  |  |  | Vương tử Cốc Thần              | Vương tử Cốc Thần              | Vương tử Cốc Thần              | Vương tử Cốc Thần              | Vương tử Cốc Thần              | Vương tử Cốc Thần              |  |  | Vương tử Trinh Nang thị       | Vương tử Trinh Nang thị       | Vương tử Trinh Nang thị       | Vương tử Trinh Nang thị       | Vương tử Trinh Nang thị       | Vương tử Trinh Nang thị       |  |  | Công tử Ngọ                              | Công tử Ngọ                     | Công tử Ngọ                     | Công tử Ngọ                     | Công tử Ngọ                     | Công tử Ngọ                     |  |  | Công tử Truy Thư         | Công tử Truy Thư         | Công tử Truy Thư         | Công tử Truy Thư         | Công tử Truy Thư         | Công tử Truy Thư         |  |  |                                 |                                 |                                 |                                 |                                 |                                 |  |  |  |  |  |  |  |  |  |  |  |  |  |  |  |  |  |  |  |  |  |  |  |  |  |  |  |  |  |  |  |  |  |  |  |  |  |  |  |  |  |  |  |  |  |  |  |  |  |  |  |  |  |  |
|                               |                               |                               |                               |                               |                               |  |  |                                |                                |                                |                                |                                |                                |  |  |                                |                                |                                |                                |                                |                                |  |  |                        |                        |                        |                        |                        |                        |  |  |                                |                                |                                |                                |                                |                                |  |  |                                        |                                        |                                        |                                        |                                        |                                        |  |  |                                |                                |                                |                                |                                |                                |  |  |                               |                               |                               |                               |                               |                               |  |  |                                          |                                 |                                 |                                 |                                 |                                 |  |  |                          |                          |                          |                          |                          |                          |  |  |                                 |                                 |                                 |                                 |                                 |                                 |  |  |  |  |  |  |  |  |  |  |  |  |  |  |  |  |  |  |  |  |  |  |  |  |  |  |  |  |  |  |  |  |  |  |  |  |  |  |  |  |  |  |  |  |  |  |  |  |  |  |  |  |  |  |
| Khang vương ?-560 TCN - 545   | Khang vương ?-560 TCN - 545   | Khang vương ?-560 TCN - 545   | Khang vương ?-560 TCN - 545   | Khang vương ?-560 TCN - 545   | Khang vương ?-560 TCN - 545   |  |  | Linh vương ?-541 TCN - 529 TCN | Linh vương ?-541 TCN - 529 TCN | Linh vương ?-541 TCN - 529 TCN | Linh vương ?-541 TCN - 529 TCN | Linh vương ?-541 TCN - 529 TCN | Linh vương ?-541 TCN - 529 TCN |  |  | Ti Ngao ?-529 TCN              | Ti Ngao ?-529 TCN              | Ti Ngao ?-529 TCN              | Ti Ngao ?-529 TCN              | Ti Ngao ?-529 TCN              | Ti Ngao ?-529 TCN              |  |  | Công tử Hắc Quang      | Công tử Hắc Quang      | Công tử Hắc Quang      | Công tử Hắc Quang      | Công tử Hắc Quang      | Công tử Hắc Quang      |  |  |                                |                                |                                |                                |                                |                                |  |  |                                        |                                        |                                        |                                        |                                        |                                        |  |  | Bình vương ?-529 TCN - 516 TCN | Bình vương ?-529 TCN - 516 TCN | Bình vương ?-529 TCN - 516 TCN | Bình vương ?-529 TCN - 516 TCN | Bình vương ?-529 TCN - 516 TCN | Bình vương ?-529 TCN - 516 TCN |  |  |                               |                               |                               |                               |                               |                               |  |  |                                          |                                 |                                 |                                 |                                 |                                 |  |  | Khí Tật                  | Khí Tật                  | Khí Tật                  | Khí Tật                  | Khí Tật                  | Khí Tật                  |  |  |                                 |                                 |                                 |                                 |                                 |                                 |  |  |  |  |  |  |  |  |  |  |  |  |  |  |  |  |  |  |  |  |  |  |  |  |  |  |  |  |  |  |  |  |  |  |  |  |  |  |  |  |  |  |  |  |  |  |  |  |  |  |  |  |  |  |
| Khang vương ?-560 TCN - 545   | Khang vương ?-560 TCN - 545   | Khang vương ?-560 TCN - 545   | Khang vương ?-560 TCN - 545   | Khang vương ?-560 TCN - 545   | Khang vương ?-560 TCN - 545   |  |  | Linh vương ?-541 TCN - 529 TCN | Linh vương ?-541 TCN - 529 TCN | Linh vương ?-541 TCN - 529 TCN | Linh vương ?-541 TCN - 529 TCN | Linh vương ?-541 TCN - 529 TCN | Linh vương ?-541 TCN - 529 TCN |  |  | Ti Ngao ?-529 TCN              | Ti Ngao ?-529 TCN              | Ti Ngao ?-529 TCN              | Ti Ngao ?-529 TCN              | Ti Ngao ?-529 TCN              | Ti Ngao ?-529 TCN              |  |  | Công tử Hắc Quang      | Công tử Hắc Quang      | Công tử Hắc Quang      | Công tử Hắc Quang      | Công tử Hắc Quang      | Công tử Hắc Quang      |  |  |                                |                                |                                |                                |                                |                                |  |  |                                        |                                        |                                        |                                        |                                        |                                        |  |  | Bình vương ?-529 TCN - 516 TCN | Bình vương ?-529 TCN - 516 TCN | Bình vương ?-529 TCN - 516 TCN | Bình vương ?-529 TCN - 516 TCN | Bình vương ?-529 TCN - 516 TCN | Bình vương ?-529 TCN - 516 TCN |  |  |                               |                               |                               |                               |                               |                               |  |  |                                          |                                 |                                 |                                 |                                 |                                 |  |  | Khí Tật                  | Khí Tật                  | Khí Tật                  | Khí Tật                  | Khí Tật                  | Khí Tật                  |  |  |                                 |                                 |                                 |                                 |                                 |                                 |  |  |  |  |  |  |  |  |  |  |  |  |  |  |  |  |  |  |  |  |  |  |  |  |  |  |  |  |  |  |  |  |  |  |  |  |  |  |  |  |  |  |  |  |  |  |  |  |  |  |  |  |  |  |
|                               |                               |                               |                               |                               |                               |  |  |                                |                                |                                |                                |                                |                                |  |  |                                |                                |                                |                                |                                |                                |  |  |                        |                        |                        |                        |                        |                        |  |  |                                |                                |                                |                                |                                |                                |  |  |                                        |                                        |                                        |                                        |                                        |                                        |  |  |                                |                                |                                |                                |                                |                                |  |  |                               |                               |                               |                               |                               |                               |  |  |                                          |                                 |                                 |                                 |                                 |                                 |  |  |                          |                          |                          |                          |                          |                          |  |  |                                 |                                 |                                 |                                 |                                 |                                 |  |  |  |  |  |  |  |  |  |  |  |  |  |  |  |  |  |  |  |  |  |  |  |  |  |  |  |  |  |  |  |  |  |  |  |  |  |  |  |  |  |  |  |  |  |  |  |  |  |  |  |  |  |  |
| Giáp Ngao ?-545 TCN - 541 TCN | Giáp Ngao ?-545 TCN - 541 TCN | Giáp Ngao ?-545 TCN - 541 TCN | Giáp Ngao ?-545 TCN - 541 TCN | Giáp Ngao ?-545 TCN - 541 TCN | Giáp Ngao ?-545 TCN - 541 TCN |  |  | Thái tử Lộc                    | Thái tử Lộc                    | Thái tử Lộc                    | Thái tử Lộc                    | Thái tử Lộc                    | Thái tử Lộc                    |  |  | Công tử Bãi Địch               | Công tử Bãi Địch               | Công tử Bãi Địch               | Công tử Bãi Địch               | Công tử Bãi Địch               | Công tử Bãi Địch               |  |  | Tử Tây Cảnh thị        | Tử Tây Cảnh thị        | Tử Tây Cảnh thị        | Tử Tây Cảnh thị        | Tử Tây Cảnh thị        | Tử Tây Cảnh thị        |  |  | Thái tử Kiến                   | Thái tử Kiến                   | Thái tử Kiến                   | Thái tử Kiến                   | Thái tử Kiến                   | Thái tử Kiến                   |  |  |                                        |                                        |                                        |                                        |                                        |                                        |  |  | Công tử Kết                    | Công tử Kết                    | Công tử Kết                    | Công tử Kết                    | Công tử Kết                    | Công tử Kết                    |  |  | Công tử Khải                  | Công tử Khải                  | Công tử Khải                  | Công tử Khải                  | Công tử Khải                  | Công tử Khải                  |  |  | Chiêu vương ?-516 TCN - 489 TCN          | Chiêu vương ?-516 TCN - 489 TCN | Chiêu vương ?-516 TCN - 489 TCN | Chiêu vương ?-516 TCN - 489 TCN | Chiêu vương ?-516 TCN - 489 TCN | Chiêu vương ?-516 TCN - 489 TCN |  |  |                          |                          |                          |                          |                          |                          |  |  | □                               | □                               | □                               | □                               | □                               | □                               |  |  |  |  |  |  |  |  |  |  |  |  |  |  |  |  |  |  |  |  |  |  |  |  |  |  |  |  |  |  |  |  |  |  |  |  |  |  |  |  |  |  |  |  |  |  |  |  |  |  |  |  |  |  |
| Giáp Ngao ?-545 TCN - 541 TCN | Giáp Ngao ?-545 TCN - 541 TCN | Giáp Ngao ?-545 TCN - 541 TCN | Giáp Ngao ?-545 TCN - 541 TCN | Giáp Ngao ?-545 TCN - 541 TCN | Giáp Ngao ?-545 TCN - 541 TCN |  |  | Thái tử Lộc                    | Thái tử Lộc                    | Thái tử Lộc                    | Thái tử Lộc                    | Thái tử Lộc                    | Thái tử Lộc                    |  |  | Công tử Bãi Địch               | Công tử Bãi Địch               | Công tử Bãi Địch               | Công tử Bãi Địch               | Công tử Bãi Địch               | Công tử Bãi Địch               |  |  | Tử Tây Cảnh thị        | Tử Tây Cảnh thị        | Tử Tây Cảnh thị        | Tử Tây Cảnh thị        | Tử Tây Cảnh thị        | Tử Tây Cảnh thị        |  |  | Thái tử Kiến                   | Thái tử Kiến                   | Thái tử Kiến                   | Thái tử Kiến                   | Thái tử Kiến                   | Thái tử Kiến                   |  |  |                                        |                                        |                                        |                                        |                                        |                                        |  |  | Công tử Kết                    | Công tử Kết                    | Công tử Kết                    | Công tử Kết                    | Công tử Kết                    | Công tử Kết                    |  |  | Công tử Khải                  | Công tử Khải                  | Công tử Khải                  | Công tử Khải                  | Công tử Khải                  | Công tử Khải                  |  |  | Chiêu vương ?-516 TCN - 489 TCN          | Chiêu vương ?-516 TCN - 489 TCN | Chiêu vương ?-516 TCN - 489 TCN | Chiêu vương ?-516 TCN - 489 TCN | Chiêu vương ?-516 TCN - 489 TCN | Chiêu vương ?-516 TCN - 489 TCN |  |  |                          |                          |                          |                          |                          |                          |  |  | □                               | □                               | □                               | □                               | □                               | □                               |  |  |  |  |  |  |  |  |  |  |  |  |  |  |  |  |  |  |  |  |  |  |  |  |  |  |  |  |  |  |  |  |  |  |  |  |  |  |  |  |  |  |  |  |  |  |  |  |  |  |  |  |  |  |
|                               |                               |                               |                               |                               |                               |  |  |                                |                                |                                |                                |                                |                                |  |  |                                |                                |                                |                                |                                |                                |  |  |                        |                        |                        |                        |                        |                        |  |  |                                |                                |                                |                                |                                |                                |  |  |                                        |                                        |                                        |                                        |                                        |                                        |  |  |                                |                                |                                |                                |                                |                                |  |  |                               |                               |                               |                               |                               |                               |  |  |                                          |                                 |                                 |                                 |                                 |                                 |  |  |                          |                          |                          |                          |                          |                          |  |  |                                 |                                 |                                 |                                 |                                 |                                 |  |  |  |  |  |  |  |  |  |  |  |  |  |  |  |  |  |  |  |  |  |  |  |  |  |  |  |  |  |  |  |  |  |  |  |  |  |  |  |  |  |  |  |  |  |  |  |  |  |  |  |  |  |  |
| Mạc                           | Mạc                           | Mạc                           | Mạc                           | Mạc                           | Mạc                           |  |  | Bình Hạ                        | Bình Hạ                        | Bình Hạ                        | Bình Hạ                        | Bình Hạ                        | Bình Hạ                        |  |  | Công Tôn Ninh                  | Công Tôn Ninh                  | Công Tôn Ninh                  | Công Tôn Ninh                  | Công Tôn Ninh                  | Công Tôn Ninh                  |  |  | Công Tôn Triêu         | Công Tôn Triêu         | Công Tôn Triêu         | Công Tôn Triêu         | Công Tôn Triêu         | Công Tôn Triêu         |  |  | Bạch công Thắng                | Bạch công Thắng                | Bạch công Thắng                | Bạch công Thắng                | Bạch công Thắng                | Bạch công Thắng                |  |  | Công Tôn Yên                           | Công Tôn Yên                           | Công Tôn Yên                           | Công Tôn Yên                           | Công Tôn Yên                           | Công Tôn Yên                           |  |  | Công Tôn Khoan                 | Công Tôn Khoan                 | Công Tôn Khoan                 | Công Tôn Khoan                 | Công Tôn Khoan                 | Công Tôn Khoan                 |  |  | Bình                          | Bình                          | Bình                          | Bình                          | Bình                          | Bình                          |  |  | Huệ vương ?-489 TCN - 432 TCN            | Huệ vương ?-489 TCN - 432 TCN   | Huệ vương ?-489 TCN - 432 TCN   | Huệ vương ?-489 TCN - 432 TCN   | Huệ vương ?-489 TCN - 432 TCN   | Huệ vương ?-489 TCN - 432 TCN   |  |  | Tử Lương Chiêu thị       | Tử Lương Chiêu thị       | Tử Lương Chiêu thị       | Tử Lương Chiêu thị       | Tử Lương Chiêu thị       | Tử Lương Chiêu thị       |  |  | Điền công Đà Thành              | Điền công Đà Thành              | Điền công Đà Thành              | Điền công Đà Thành              | Điền công Đà Thành              | Điền công Đà Thành              |  |  |  |  |  |  |  |  |  |  |  |  |  |  |  |  |  |  |  |  |  |  |  |  |  |  |  |  |  |  |  |  |  |  |  |  |  |  |  |  |  |  |  |  |  |  |  |  |  |  |  |  |  |  |
| Mạc                           | Mạc                           | Mạc                           | Mạc                           | Mạc                           | Mạc                           |  |  | Bình Hạ                        | Bình Hạ                        | Bình Hạ                        | Bình Hạ                        | Bình Hạ                        | Bình Hạ                        |  |  | Công Tôn Ninh                  | Công Tôn Ninh                  | Công Tôn Ninh                  | Công Tôn Ninh                  | Công Tôn Ninh                  | Công Tôn Ninh                  |  |  | Công Tôn Triêu         | Công Tôn Triêu         | Công Tôn Triêu         | Công Tôn Triêu         | Công Tôn Triêu         | Công Tôn Triêu         |  |  | Bạch công Thắng                | Bạch công Thắng                | Bạch công Thắng                | Bạch công Thắng                | Bạch công Thắng                | Bạch công Thắng                |  |  | Công Tôn Yên                           | Công Tôn Yên                           | Công Tôn Yên                           | Công Tôn Yên                           | Công Tôn Yên                           | Công Tôn Yên                           |  |  | Công Tôn Khoan                 | Công Tôn Khoan                 | Công Tôn Khoan                 | Công Tôn Khoan                 | Công Tôn Khoan                 | Công Tôn Khoan                 |  |  | Bình                          | Bình                          | Bình                          | Bình                          | Bình                          | Bình                          |  |  | Huệ vương ?-489 TCN - 432 TCN            | Huệ vương ?-489 TCN - 432 TCN   | Huệ vương ?-489 TCN - 432 TCN   | Huệ vương ?-489 TCN - 432 TCN   | Huệ vương ?-489 TCN - 432 TCN   | Huệ vương ?-489 TCN - 432 TCN   |  |  | Tử Lương Chiêu thị       | Tử Lương Chiêu thị       | Tử Lương Chiêu thị       | Tử Lương Chiêu thị       | Tử Lương Chiêu thị       | Tử Lương Chiêu thị       |  |  | Điền công Đà Thành              | Điền công Đà Thành              | Điền công Đà Thành              | Điền công Đà Thành              | Điền công Đà Thành              | Điền công Đà Thành              |  |  |  |  |  |  |  |  |  |  |  |  |  |  |  |  |  |  |  |  |  |  |  |  |  |  |  |  |  |  |  |  |  |  |  |  |  |  |  |  |  |  |  |  |  |  |  |  |  |  |  |  |  |  |
|                               |                               |                               |                               |                               |                               |  |  |                                |                                |                                |                                |                                |                                |  |  |                                |                                |                                |                                |                                |                                |  |  |                        |                        |                        |                        |                        |                        |  |  |                                |                                |                                |                                |                                |                                |  |  |                                        |                                        |                                        |                                        |                                        |                                        |  |  |                                |                                |                                |                                |                                |                                |  |  |                               |                               |                               |                               |                               |                               |  |  | Giản vương ?-432 TCN - 408 TCN           |                                 |                                 |                                 |                                 |                                 |  |  |                          |                          |                          |                          |                          |                          |  |  |                                 |                                 |                                 |                                 |                                 |                                 |  |  |  |  |  |  |  |  |  |  |  |  |  |  |  |  |  |  |  |  |  |  |  |  |  |  |  |  |  |  |  |  |  |  |  |  |  |  |  |  |  |  |  |  |  |  |  |  |  |  |  |  |  |  |
|                               |                               |                               |                               |                               |                               |  |  |                                |                                |                                |                                |                                |                                |  |  |                                |                                |                                |                                |                                |                                |  |  |                        |                        |                        |                        |                        |                        |  |  |                                |                                |                                |                                |                                |                                |  |  |                                        |                                        |                                        |                                        |                                        |                                        |  |  |                                |                                |                                |                                |                                |                                |  |  |                               |                               |                               |                               |                               |                               |  |  |                                          |                                 |                                 |                                 |                                 |                                 |  |  |                          |                          |                          |                          |                          |                          |  |  |                                 |                                 |                                 |                                 |                                 |                                 |  |  |  |  |  |  |  |  |  |  |  |  |  |  |  |  |  |  |  |  |  |  |  |  |  |  |  |  |  |  |  |  |  |  |  |  |  |  |  |  |  |  |  |  |  |  |  |  |  |  |  |  |  |  |
|                               |                               |                               |                               |                               |                               |  |  |                                |                                |                                |                                |                                |                                |  |  |                                |                                |                                |                                |                                |                                |  |  |                        |                        |                        |                        |                        |                        |  |  |                                |                                |                                |                                |                                |                                |  |  |                                        |                                        |                                        |                                        |                                        |                                        |  |  |                                |                                |                                |                                |                                |                                |  |  |                               |                               |                               |                               |                               |                               |  |  | Thanh vương ?-408 TCN - 402 TCN          |                                 |                                 |                                 |                                 |                                 |  |  |                          |                          |                          |                          |                          |                          |  |  |                                 |                                 |                                 |                                 |                                 |                                 |  |  |  |  |  |  |  |  |  |  |  |  |  |  |  |  |  |  |  |  |  |  |  |  |  |  |  |  |  |  |  |  |  |  |  |  |  |  |  |  |  |  |  |  |  |  |  |  |  |  |  |  |  |  |
|                               |                               |                               |                               |                               |                               |  |  |                                |                                |                                |                                |                                |                                |  |  |                                |                                |                                |                                |                                |                                |  |  |                        |                        |                        |                        |                        |                        |  |  |                                |                                |                                |                                |                                |                                |  |  |                                        |                                        |                                        |                                        |                                        |                                        |  |  |                                |                                |                                |                                |                                |                                |  |  |                               |                               |                               |                               |                               |                               |  |  |                                          |                                 |                                 |                                 |                                 |                                 |  |  |                          |                          |                          |                          |                          |                          |  |  |                                 |                                 |                                 |                                 |                                 |                                 |  |  |  |  |  |  |  |  |  |  |  |  |  |  |  |  |  |  |  |  |  |  |  |  |  |  |  |  |  |  |  |  |  |  |  |  |  |  |  |  |  |  |  |  |  |  |  |  |  |  |  |  |  |  |
|                               |                               |                               |                               |                               |                               |  |  |                                |                                |                                |                                |                                |                                |  |  |                                |                                |                                |                                |                                |                                |  |  |                        |                        |                        |                        |                        |                        |  |  |                                |                                |                                |                                |                                |                                |  |  |                                        |                                        |                                        |                                        |                                        |                                        |  |  |                                |                                |                                |                                |                                |                                |  |  |                               |                               |                               |                               |                               |                               |  |  | Điệu vương ?-402 TCN - 381 TCN           |                                 |                                 |                                 |                                 |                                 |  |  |                          |                          |                          |                          |                          |                          |  |  |                                 |                                 |                                 |                                 |                                 |                                 |  |  |  |  |  |  |  |  |  |  |  |  |  |  |  |  |  |  |  |  |  |  |  |  |  |  |  |  |  |  |  |  |  |  |  |  |  |  |  |  |  |  |  |  |  |  |  |  |  |  |  |  |  |  |
|                               |                               |                               |                               |                               |                               |  |  |                                |                                |                                |                                |                                |                                |  |  |                                |                                |                                |                                |                                |                                |  |  |                        |                        |                        |                        |                        |                        |  |  |                                |                                |                                |                                |                                |                                |  |  |                                        |                                        |                                        |                                        |                                        |                                        |  |  |                                |                                |                                |                                |                                |                                |  |  |                               |                               |                               |                               |                               |                               |  |  |                                          |                                 |                                 |                                 |                                 |                                 |  |  |                          |                          |                          |                          |                          |                          |  |  |                                 |                                 |                                 |                                 |                                 |                                 |  |  |  |  |  |  |  |  |  |  |  |  |  |  |  |  |  |  |  |  |  |  |  |  |  |  |  |  |  |  |  |  |  |  |  |  |  |  |  |  |  |  |  |  |  |  |  |  |  |  |  |  |  |  |
|                               |                               |                               |                               |                               |                               |  |  |                                |                                |                                |                                |                                |                                |  |  |                                |                                |                                |                                |                                |                                |  |  |                        |                        |                        |                        |                        |                        |  |  |                                |                                |                                |                                |                                |                                |  |  |                                        |                                        |                                        |                                        |                                        |                                        |  |  |                                |                                |                                |                                |                                |                                |  |  |                               |                               |                               |                               |                               |                               |  |  |                                          |                                 |                                 |                                 |                                 |                                 |  |  |                          |                          |                          |                          |                          |                          |  |  |                                 |                                 |                                 |                                 |                                 |                                 |  |  |  |  |  |  |  |  |  |  |  |  |  |  |  |  |  |  |  |  |  |  |  |  |  |  |  |  |  |  |  |  |  |  |  |  |  |  |  |  |  |  |  |  |  |  |  |  |  |  |  |  |  |  |
|                               |                               |                               |                               |                               |                               |  |  |                                |                                |                                |                                |                                |                                |  |  |                                |                                |                                |                                |                                |                                |  |  |                        |                        |                        |                        |                        |                        |  |  |                                |                                |                                |                                |                                |                                |  |  |                                        |                                        |                                        |                                        |                                        |                                        |  |  |                                |                                |                                |                                |                                |                                |  |  | Túc vương ?-381 TCN - 370 TCN | Túc vương ?-381 TCN - 370 TCN | Túc vương ?-381 TCN - 370 TCN | Túc vương ?-381 TCN - 370 TCN | Túc vương ?-381 TCN - 370 TCN | Túc vương ?-381 TCN - 370 TCN |  |  | Sở Tuyên vương ?-370 TCN - 340           | Sở Tuyên vương ?-370 TCN - 340  | Sở Tuyên vương ?-370 TCN - 340  | Sở Tuyên vương ?-370 TCN - 340  | Sở Tuyên vương ?-370 TCN - 340  | Sở Tuyên vương ?-370 TCN - 340  |  |  | Đông Trạch công Điệu thị | Đông Trạch công Điệu thị | Đông Trạch công Điệu thị | Đông Trạch công Điệu thị | Đông Trạch công Điệu thị | Đông Trạch công Điệu thị |  |  | Lăng quân                       | Lăng quân                       | Lăng quân                       | Lăng quân                       | Lăng quân                       | Lăng quân                       |  |  |  |  |  |  |  |  |  |  |  |  |  |  |  |  |  |  |  |  |  |  |  |  |  |  |  |  |  |  |  |  |  |  |  |  |  |  |  |  |  |  |  |  |  |  |  |  |  |  |  |  |  |  |
|                               |                               |                               |                               |                               |                               |  |  |                                |                                |                                |                                |                                |                                |  |  |                                |                                |                                |                                |                                |                                |  |  |                        |                        |                        |                        |                        |                        |  |  |                                |                                |                                |                                |                                |                                |  |  |                                        |                                        |                                        |                                        |                                        |                                        |  |  |                                |                                |                                |                                |                                |                                |  |  | Túc vương ?-381 TCN - 370 TCN | Túc vương ?-381 TCN - 370 TCN | Túc vương ?-381 TCN - 370 TCN | Túc vương ?-381 TCN - 370 TCN | Túc vương ?-381 TCN - 370 TCN | Túc vương ?-381 TCN - 370 TCN |  |  | Sở Tuyên vương ?-370 TCN - 340           | Sở Tuyên vương ?-370 TCN - 340  | Sở Tuyên vương ?-370 TCN - 340  | Sở Tuyên vương ?-370 TCN - 340  | Sở Tuyên vương ?-370 TCN - 340  | Sở Tuyên vương ?-370 TCN - 340  |  |  | Đông Trạch công Điệu thị | Đông Trạch công Điệu thị | Đông Trạch công Điệu thị | Đông Trạch công Điệu thị | Đông Trạch công Điệu thị | Đông Trạch công Điệu thị |  |  | Lăng quân                       | Lăng quân                       | Lăng quân                       | Lăng quân                       | Lăng quân                       | Lăng quân                       |  |  |  |  |  |  |  |  |  |  |  |  |  |  |  |  |  |  |  |  |  |  |  |  |  |  |  |  |  |  |  |  |  |  |  |  |  |  |  |  |  |  |  |  |  |  |  |  |  |  |  |  |  |  |
|                               |                               |                               |                               |                               |                               |  |  |                                |                                |                                |                                |                                |                                |  |  |                                |                                |                                |                                |                                |                                |  |  |                        |                        |                        |                        |                        |                        |  |  |                                |                                |                                |                                |                                |                                |  |  |                                        |                                        |                                        |                                        |                                        |                                        |  |  |                                |                                |                                |                                |                                |                                |  |  |                               |                               |                               |                               |                               |                               |  |  | Uy vương ?-340 TCN - 329 TCN             |                                 |                                 |                                 |                                 |                                 |  |  |                          |                          |                          |                          |                          |                          |  |  |                                 |                                 |                                 |                                 |                                 |                                 |  |  |  |  |  |  |  |  |  |  |  |  |  |  |  |  |  |  |  |  |  |  |  |  |  |  |  |  |  |  |  |  |  |  |  |  |  |  |  |  |  |  |  |  |  |  |  |  |  |  |  |  |  |  |
|                               |                               |                               |                               |                               |                               |  |  |                                |                                |                                |                                |                                |                                |  |  |                                |                                |                                |                                |                                |                                |  |  |                        |                        |                        |                        |                        |                        |  |  |                                |                                |                                |                                |                                |                                |  |  |                                        |                                        |                                        |                                        |                                        |                                        |  |  |                                |                                |                                |                                |                                |                                |  |  |                               |                               |                               |                               |                               |                               |  |  |                                          |                                 |                                 |                                 |                                 |                                 |  |  |                          |                          |                          |                          |                          |                          |  |  |                                 |                                 |                                 |                                 |                                 |                                 |  |  |  |  |  |  |  |  |  |  |  |  |  |  |  |  |  |  |  |  |  |  |  |  |  |  |  |  |  |  |  |  |  |  |  |  |  |  |  |  |  |  |  |  |  |  |  |  |  |  |  |  |  |  |
|                               |                               |                               |                               |                               |                               |  |  |                                |                                |                                |                                |                                |                                |  |  |                                |                                |                                |                                |                                |                                |  |  |                        |                        |                        |                        |                        |                        |  |  |                                |                                |                                |                                |                                |                                |  |  |                                        |                                        |                                        |                                        |                                        |                                        |  |  |                                |                                |                                |                                |                                |                                |  |  |                               |                               |                               |                               |                               |                               |  |  | Hoài vương ?-329 TCN - 299 TCN - 296 TCN |                                 |                                 |                                 |                                 |                                 |  |  |                          |                          |                          |                          |                          |                          |  |  |                                 |                                 |                                 |                                 |                                 |                                 |  |  |  |  |  |  |  |  |  |  |  |  |  |  |  |  |  |  |  |  |  |  |  |  |  |  |  |  |  |  |  |  |  |  |  |  |  |  |  |  |  |  |  |  |  |  |  |  |  |  |  |  |  |  |
|                               |                               |                               |                               |                               |                               |  |  |                                |                                |                                |                                |                                |                                |  |  |                                |                                |                                |                                |                                |                                |  |  |                        |                        |                        |                        |                        |                        |  |  |                                |                                |                                |                                |                                |                                |  |  |                                        |                                        |                                        |                                        |                                        |                                        |  |  |                                |                                |                                |                                |                                |                                |  |  |                               |                               |                               |                               |                               |                               |  |  |                                          |                                 |                                 |                                 |                                 |                                 |  |  |                          |                          |                          |                          |                          |                          |  |  |                                 |                                 |                                 |                                 |                                 |                                 |  |  |  |  |  |  |  |  |  |  |  |  |  |  |  |  |  |  |  |  |  |  |  |  |  |  |  |  |  |  |  |  |  |  |  |  |  |  |  |  |  |  |  |  |  |  |  |  |  |  |  |  |  |  |
|                               |                               |                               |                               |                               |                               |  |  |                                |                                |                                |                                |                                |                                |  |  |                                |                                |                                |                                |                                |                                |  |  |                        |                        |                        |                        |                        |                        |  |  |                                |                                |                                |                                |                                |                                |  |  |                                        |                                        |                                        |                                        |                                        |                                        |  |  |                                |                                |                                |                                |                                |                                |  |  |                               |                               |                               |                               |                               |                               |  |  |                                          |                                 |                                 |                                 |                                 |                                 |  |  |                          |                          |                          |                          |                          |                          |  |  |                                 |                                 |                                 |                                 |                                 |                                 |  |  |  |  |  |  |  |  |  |  |  |  |  |  |  |  |  |  |  |  |  |  |  |  |  |  |  |  |  |  |  |  |  |  |  |  |  |  |  |  |  |  |  |  |  |  |  |  |  |  |  |  |  |  |
|                               |                               |                               |                               |                               |                               |  |  |                                |                                |                                |                                |                                |                                |  |  |                                |                                |                                |                                |                                |                                |  |  |                        |                        |                        |                        |                        |                        |  |  |                                |                                |                                |                                |                                |                                |  |  | Khoảnh Tương vương ?-299 TCN - 264 TCN | Khoảnh Tương vương ?-299 TCN - 264 TCN | Khoảnh Tương vương ?-299 TCN - 264 TCN | Khoảnh Tương vương ?-299 TCN - 264 TCN | Khoảnh Tương vương ?-299 TCN - 264 TCN | Khoảnh Tương vương ?-299 TCN - 264 TCN |  |  | Dương Văn quân                 | Dương Văn quân                 | Dương Văn quân                 | Dương Văn quân                 | Dương Văn quân                 | Dương Văn quân                 |  |  | Xuân Thân quân                | Xuân Thân quân                | Xuân Thân quân                | Xuân Thân quân                | Xuân Thân quân                | Xuân Thân quân                |  |  | Ngạc quân Khải                           | Ngạc quân Khải                  | Ngạc quân Khải                  | Ngạc quân Khải                  | Ngạc quân Khải                  | Ngạc quân Khải                  |  |  | Tử Lan                   | Tử Lan                   | Tử Lan                   | Tử Lan                   | Tử Lan                   | Tử Lan                   |  |  | □                               | □                               | □                               | □                               | □                               | □                               |  |  |  |  |  |  |  |  |  |  |  |  |  |  |  |  |  |  |  |  |  |  |  |  |  |  |  |  |  |  |  |  |  |  |  |  |  |  |  |  |  |  |  |  |  |  |  |  |  |  |  |  |  |  |
|                               |                               |                               |                               |                               |                               |  |  |                                |                                |                                |                                |                                |                                |  |  |                                |                                |                                |                                |                                |                                |  |  |                        |                        |                        |                        |                        |                        |  |  |                                |                                |                                |                                |                                |                                |  |  | Khoảnh Tương vương ?-299 TCN - 264 TCN | Khoảnh Tương vương ?-299 TCN - 264 TCN | Khoảnh Tương vương ?-299 TCN - 264 TCN | Khoảnh Tương vương ?-299 TCN - 264 TCN | Khoảnh Tương vương ?-299 TCN - 264 TCN | Khoảnh Tương vương ?-299 TCN - 264 TCN |  |  | Dương Văn quân                 | Dương Văn quân                 | Dương Văn quân                 | Dương Văn quân                 | Dương Văn quân                 | Dương Văn quân                 |  |  | Xuân Thân quân                | Xuân Thân quân                | Xuân Thân quân                | Xuân Thân quân                | Xuân Thân quân                | Xuân Thân quân                |  |  | Ngạc quân Khải                           | Ngạc quân Khải                  | Ngạc quân Khải                  | Ngạc quân Khải                  | Ngạc quân Khải                  | Ngạc quân Khải                  |  |  | Tử Lan                   | Tử Lan                   | Tử Lan                   | Tử Lan                   | Tử Lan                   | Tử Lan                   |  |  | □                               | □                               | □                               | □                               | □                               | □                               |  |  |  |  |  |  |  |  |  |  |  |  |  |  |  |  |  |  |  |  |  |  |  |  |  |  |  |  |  |  |  |  |  |  |  |  |  |  |  |  |  |  |  |  |  |  |  |  |  |  |  |  |  |  |
|                               |                               |                               |                               |                               |                               |  |  |                                |                                |                                |                                |                                |                                |  |  |                                |                                |                                |                                |                                |                                |  |  |                        |                        |                        |                        |                        |                        |  |  |                                |                                |                                |                                |                                |                                |  |  | Khảo Liệt vương ?-264 TCN - 238 TCN    | Khảo Liệt vương ?-264 TCN - 238 TCN    | Khảo Liệt vương ?-264 TCN - 238 TCN    | Khảo Liệt vương ?-264 TCN - 238 TCN    | Khảo Liệt vương ?-264 TCN - 238 TCN    | Khảo Liệt vương ?-264 TCN - 238 TCN    |  |  |                                |                                |                                |                                |                                |                                |  |  |                               |                               |                               |                               |                               |                               |  |  |                                          |                                 |                                 |                                 |                                 |                                 |  |  |                          |                          |                          |                          |                          |                          |  |  | Sở Nghĩa Đế ?-208 TCN - 206 TCN | Sở Nghĩa Đế ?-208 TCN - 206 TCN | Sở Nghĩa Đế ?-208 TCN - 206 TCN | Sở Nghĩa Đế ?-208 TCN - 206 TCN | Sở Nghĩa Đế ?-208 TCN - 206 TCN | Sở Nghĩa Đế ?-208 TCN - 206 TCN |  |  |  |  |  |  |  |  |  |  |  |  |  |  |  |  |  |  |  |  |  |  |  |  |  |  |  |  |  |  |  |  |  |  |  |  |  |  |  |  |  |  |  |  |  |  |  |  |  |  |  |  |  |  |
|                               |                               |                               |                               |                               |                               |  |  |                                |                                |                                |                                |                                |                                |  |  |                                |                                |                                |                                |                                |                                |  |  |                        |                        |                        |                        |                        |                        |  |  |                                |                                |                                |                                |                                |                                |  |  | Khảo Liệt vương ?-264 TCN - 238 TCN    | Khảo Liệt vương ?-264 TCN - 238 TCN    | Khảo Liệt vương ?-264 TCN - 238 TCN    | Khảo Liệt vương ?-264 TCN - 238 TCN    | Khảo Liệt vương ?-264 TCN - 238 TCN    | Khảo Liệt vương ?-264 TCN - 238 TCN    |  |  |                                |                                |                                |                                |                                |                                |  |  |                               |                               |                               |                               |                               |                               |  |  |                                          |                                 |                                 |                                 |                                 |                                 |  |  |                          |                          |                          |                          |                          |                          |  |  | Sở Nghĩa Đế ?-208 TCN - 206 TCN | Sở Nghĩa Đế ?-208 TCN - 206 TCN | Sở Nghĩa Đế ?-208 TCN - 206 TCN | Sở Nghĩa Đế ?-208 TCN - 206 TCN | Sở Nghĩa Đế ?-208 TCN - 206 TCN | Sở Nghĩa Đế ?-208 TCN - 206 TCN |  |  |  |  |  |  |  |  |  |  |  |  |  |  |  |  |  |  |  |  |  |  |  |  |  |  |  |  |  |  |  |  |  |  |  |  |  |  |  |  |  |  |  |  |  |  |  |  |  |  |  |  |  |  |
|                               |                               |                               |                               |                               |                               |  |  |                                |                                |                                |                                |                                |                                |  |  |                                |                                |                                |                                |                                |                                |  |  |                        |                        |                        |                        |                        |                        |  |  |                                |                                |                                |                                |                                |                                |  |  |                                        |                                        |                                        |                                        |                                        |                                        |  |  |                                |                                |                                |                                |                                |                                |  |  |                               |                               |                               |                               |                               |                               |  |  |                                          |                                 |                                 |                                 |                                 |                                 |  |  |                          |                          |                          |                          |                          |                          |  |  |                                 |                                 |                                 |                                 |                                 |                                 |  |  |  |  |  |  |  |  |  |  |  |  |  |  |  |  |  |  |  |  |  |  |  |  |  |  |  |  |  |  |  |  |  |  |  |  |  |  |  |  |  |  |  |  |  |  |  |  |  |  |  |  |  |  |
|                               |                               |                               |                               |                               |                               |  |  |                                |                                |                                |                                |                                |                                |  |  |                                |                                |                                |                                |                                |                                |  |  |                        |                        |                        |                        |                        |                        |  |  | Sở U vương ?-238 TCN - 228 TCN | Sở U vương ?-238 TCN - 228 TCN | Sở U vương ?-238 TCN - 228 TCN | Sở U vương ?-238 TCN - 228 TCN | Sở U vương ?-238 TCN - 228 TCN | Sở U vương ?-238 TCN - 228 TCN |  |  | Phụ Sô ?-228 TCN - 223 TCN             | Phụ Sô ?-228 TCN - 223 TCN             | Phụ Sô ?-228 TCN - 223 TCN             | Phụ Sô ?-228 TCN - 223 TCN             | Phụ Sô ?-228 TCN - 223 TCN             | Phụ Sô ?-228 TCN - 223 TCN             |  |  | Ai vương ?-228                 | Ai vương ?-228                 | Ai vương ?-228                 | Ai vương ?-228                 | Ai vương ?-228                 | Ai vương ?-228                 |  |  | Xương Bình quân ?- 223 TCN    | Xương Bình quân ?- 223 TCN    | Xương Bình quân ?- 223 TCN    | Xương Bình quân ?- 223 TCN    | Xương Bình quân ?- 223 TCN    | Xương Bình quân ?- 223 TCN    |  |  |                                          |                                 |                                 |                                 |                                 |                                 |  |  |                          |                          |                          |                          |                          |                          |  |  |                                 |                                 |                                 |                                 |                                 |                                 |  |  |  |  |  |  |  |  |  |  |  |  |  |  |  |  |  |  |  |  |  |  |  |  |  |  |  |  |  |  |  |  |  |  |  |  |  |  |  |  |  |  |  |  |  |  |  |  |  |  |  |  |  |  |